# میکل‌آنژ
میکل‌آنجلو دی لودوویکو بوئوناروتی سیمونی (به ایتالیایی: Michelangelo di Lodovico Buonarroti Simoni) شناخته‌شده به عنوان میکل‌آنژ (به فرانسوی: Michel-Ange) (زاده ۶ مارس ۱۴۷۵ - درگذشتهٔ ۱۸ فوریهٔ ۱۵۶۴)، نقاش، پیکرتراش، معمار و چکامه‌سرای ایتالیایی رنسانس والا∗ و زادهٔ جمهوری فلورانس بود که اثری شگرف بر گسترش هنر غربی داشت. استعدادهای چند جانبهٔ هنری‌اش چنان بود که از سوی خیلی از بزرگ‌ترین هنرمندان معاصر خودش و نیز برخی از بزرگ‌ترین هنرمندان تاریخ، وی را در کنار فلورانسیِ دیگری یعنی لئوناردو داوینچی غالباً به عنوان یکی از نامزدهای الگوی مثالی یک همه‌چیزدان∗ در نظر می‌گیرند.
شماری از آثار هنری میکل آنژ در زمینه نقاشی، پیکرتراشی و معماری در میان نام‌آورترین آثار هنری که وجود دارند، به ثبت رسیده‌اند. آثار هنری وی در زمینه‌های نامبرده تعداد شگرفی دارند؛ با نگاه به فزونی تعداد نامه‌های بازمانده، شرح حال‌ها و مستندات تاریخی، وی برترین هنرمند سده شانزدهمی است که در موردش مستنداتی تاریخی وجود دارند. دو عدد از شناخته شده‌ترین آثارش، پیئتا∗ و داوود∗، را پیش از سن سی‌سالگی خلق کرده‌بود. به رغم این که او احترام اندکی برای نقاشی قائل بود، دو تا از تأثیرگذارترین فرسکوها در تاریخ هنر غرب یعنی صحنه‌هایی از آفرینش (بر سقف پرستشگاه سیستین در رم) و واپسین داوری∗ (بر روی دیوارهایش) را خود آفریده بود. طراحی کتابخانه لورنزی∗ توسط وی، کاری پیشرو در معماری تکلف‌گرا∗ بود. در سن ۷۴ سالگی، وی به عنوان معمار کلیسای سن پیترو، جانشین آنتونیو دا سانگالو∗ گردید تا پایانه غربی کلیسا و نیز گنبد آن با انجام برخی تغییرات، با معماری وی (البته پس از مرگش) به اتمام برسد.
میکل آنجلو (آنژ) نخستین هنرمند غربی بود که زندگی‌نامه‌اش در دوران زندگی‌اش به رشته تحریر درآمد. در حقیقت، دو زندگی‌نامه از وی در طول حیاتش نوشته‌شدند. در یکی از آنان که نگارنده اش جورجو وازاری∗است، ادعا شده که آثار هنری میکل آنژ از آثار هر هنرمند زنده یا مُرده‌ای فراتر رفته‌اند و «نه تنها در یک هنر برجسته می‌باشند، بلکه در تمامی سه هنر نامبرده نیز.»
میکل آنژ در طول زندگی‌اش اغلب «ایل دیوینو» (به ایتالیایی: Il Divino) به معنای خداوار یا خداگونه خوانده می‌شد. معاصران وی اغلب فره و شکوهش را می‌ستودند. تلاش‌هایی که توسط هنرمندانِ پس از او برای تقلید فراورده‌های هنری‌اش به عمل آمدند، به سبک بسیار شخصی تکلف‌گرایی منتج شدند که خود جنبش بزرگ بعدی در تاریخ هنرِ پس از رنسانس والا بود.

## زندگی

### زندگانی اولیه، ۱۴۷۵–۱۴۸۸
میکل آنژ در ۶ مارس ۱۴۷۵ در کاپرزه که اکنون با عنوان کاپرزه میکلانجلو شناخته می‌شود، زاده شد؛ شهرستانی کوچک در والتیبرنیا، در نزدیکی آرتزو، توسکانی. برای چندین نسل، خانواده اش خُرده بانکدارانی در فلورانس بودند اما بانک ورشکسته شد و پدرش، لودُویکو دی لئوناردو بوناروتی سیمونی∗، برای مدتی کوتاه یک سِمت حکومتی در کاپرزه را دارا شد. زمانی که میکل آنژ زاده شد، پدرش دادرس کاپرزه و پودستا∗ی ناحیه کیوزی دلا ورنا∗ بود. مادر میکل آنژ نیز فرانچسکا دی نری دل مینیاتو دی سیه نا∗ نام داشت. بوناروتی‌ها ادعا می‌کردند که شاخه‌ای از خاندان ماتیلدای توسکانی∗ هستند—ادعایی که هنوز اثبات نگردیده‌است، اما میکل آنژ بدان معتقد بود.

چند ماه پس از تولد میکل آنژ، خانواده به فلورانس بازگشت، جایی که در آنجا رشد کرد. در طول مدتی که مادرش از بیماری طولانی مدت در رنج بود، و سپس مرگ وی در ۱۴۸۱، میکل آنژ با یک پرستار و همسرش که یک سنگ‌تراش بود، در شهرستان ستینیانو∗ زندگی نمود؛ جایی که پدرش صاحب یک معدن سنگ مرمر و مزرعه‌ای کوچک بود. آنجا بود که وی علاقه و عشقی به مرمر به‌دست آورد. چنان‌که جورجو وازاری از وی نقل قول می‌کند:
" اگر چیز خوبی در نهاد من وجود داشته باشد، به خاطر این است که من در فضای پیچیدهٔ ایالت شما، آرتزو، زاده شده‌ام. در کنار شیر پرستارم که دریافت می‌داشتم، مهارتِ به کارگیری مغار و چکش را نیز فراگرفتم، چیزی که با آن آثار هنری‌ام را ساختم."

### شاگردی، ۱۴۸۸–۱۴۹۲
آنژ به‌عنوان یک پسر جوان به فلورانس فرستاده‌شد تا زیر نظر فرانچسکو دا اوربینو∗ که یک اومانیست بود، دستور زبان بخواند. اما نشان داد که اشتیاقی به مدرسه ندارد و ترجیح می‌دهد نقاشی‌ها را از کلیساها کپی کرده و با دیگر نقاشان همکاری کند.

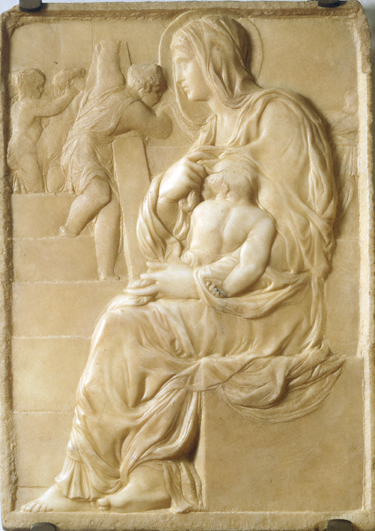
نقش‌برجستهٔ مریم پله‌ها (۱۴۹۲–۱۴۹۰) که از نخستین آثار شناخته شدهٔ میکل آنژ می‌باشد.

شهر فلورانس در آن زمان بزرگترین مرکز هنر و آموزش در ایتالیا بود. هنر توسط سینوریه(Signoria) یا شورای شهر، اصناف بازرگانی، و حامیان ثروتمندی چون مِدیچی و همکاران بانکی‌شان حمایت می‌شد. رنسانس، که نوزایش پژوهش‌های کلاسیک و هنر بود، تولد خود را به این شهر مدیون است. در بدو سده پانزدهم معماری به نام فیلیپو برونلسکی∗ روی بازمانده‌های ساختمان‌های کلاسیک در رم پژوهش کرده و دو کلیسای سن لورنتسو و سانتو اسپیریتو∗ را آفریده بود که تجسم بخش اصول معماری کلاسیک بودند. پیکرتراشی به نام لورنتسو گیبرتی∗ برای پنجاه سال در تلاش بود تا درهای برنزین تعمیدگاه فلورانس∗ را بیافریند؛ درهایی که بعدها توسط میکل آنژ «درهای بهشت»∗ توصیف شدند. طاق‌های بیرونی کلیسای اورسان میشل∗ شامل یک گالری از آثار هنری بودند که همگی توسط ستوده‌ترین پیکرتراشان فلورانس آفریده شدند: دوناتلو، گیبرتی، آندره آ دل وروکیو∗ و نانی دی بانکو∗. درون کلیساهای بزرگتر نیز با فرسکوهایی (اکثراً به سبک اواخر قرون وسطایی اما همچنین در سبک بدو رنسانسی نیز) پوشانده شده بودند که توسط جیوتو آغازیده شده و توسط مازاتچو در مصلای برانکاچی ادامه داده شدند؛ همان دو نفری که میکل آنژ آثارشان را پژوهیده و در نگاره‌های خود از آنان الگوبرداری کرد.
در هنگامهٔ بچگی میکل آنژ، یک تیم نقاشان از فلورانس به واتیکان فراخوانده شدند تا دیوارهای کلیسای سیستین را بیارایند. در میان آنان دومنیکو گیرلاندایو∗ نیز حضور داشت که استادی در زمینه نگارگری فرسکو، پرسپکتیو، طراحی فیگور و پرتره بود و همچنین وی بود که بزرگترین کارگاه در فلورانس را داشت. در ۱۴۸۸، در سن سیزده سالگی، میکل آنژ به شاگردی گیرلاندایو درآمد. سال بعد، پدر وی گیرلاندایو را قانع ساخت که به میکل آنژ به عنوان یک هنرمند دستمزد بپردازد، اتفاقی که برای یک چهارده ساله نادر بود. هنگامی که در ۱۴۸۹، لورنتسو دِ مِدیچی، حاکم دوفاکتوی فلورانس، از گیرلاندایو خواست که دو تا از بهترین شاگردان خود را بفرستد؛ گیرلاندایو نیز میکل آنژ و فرانچسکو گراناچی∗ را فرستاد.
از ۱۴۹۰ تا ۱۴۹۲، میکل آنژ در آکادمی اومانیستی که خاندان مِدیچی با خط مشی فکری نوافلاطونی آن را ساخته بودند، حضور یافت. آنجا بود که کارهایش و چشم‌اندازش زیر نفوذ بسیاری از برجسته‌ترین فیلسوفان و نویسندگان روز، از جمله مارسیلیو فیچینو، جووانی پیکو دلا میراندولا و پولیتسیانو∗ قرار گرفت. در همین زمان، میکل آنژ نقش‌برجسته‌های مَدونا (۱۴۹۰–۱۴۹۲) و نبرد سانتورها (۱۴۹۱–۱۴۹۲)∗ را آفرید، که دومی بر پایهٔ زمینه‌ای به پیشنهاد پولیتسیانو و به درخواست لورنتسو د مِدیچی ساخته شد. میکل آنژ همچنین مدتی با برتولدو دی جووانی∗ تندیسگر نیز کار کرد. زمانی که هفده سال سن داشت، یکی از همشاگردی‌هایش به نام پیترو توریجیانو∗ وی را از ناحیه بینی مجروح کرد و فرجام این شد که زشتی ای در صورت وی برجا گذاشت که در پرتره‌های میکل آنژ دیده می‌شود.

### بولونیا، فلورانس و رم، ۱۴۹۲–۱۴۹۹
مرگ لورنتسو دِ مدیچی در ۸ آوریل ۱۴۹۲ اوضاع میکل آنژ را زیر و رو نمود. میکل آنژ امنیت به دست آمده در سایه خاندان مدیچی را ترک گفت و به خانه پدری‌اش بازگشت. در ماه‌های پسین وی تندیسی چوبین و رنگارنگ از عیسای مصلوب (Crucifix) را آفرید و به ریاست کلیسای سانتو اسپیریتوی فلورانس اهداء نمود؛ کلیسایی که به وی اجازه داده بود پژوهش‌هایی کالبدشناختی بر جنازه‌ها در بیمارستان کلیسا انجام دهد. این نخستین مورد از چندین مورد در طول زندگی حرفه ای میکل آنژ بود که با شکافتن اجساد مردگان به پژوهش کالبدشناسی پرداخت.
بین سال‌های ۱۴۹۳ تا ۱۴۹۴ وی تکه‌ای سنگ مرمر خریداری نمود و تندیسی از هرکول که بزرگتر از اندازه واقعی‌اش بود را آفرید، تندیسی که به فرانسه فرستاده شد و در سده ۱۸ در همان‌جا ناپدید گردید. در ۲۰ ژانویه ۱۴۹۴، پس از بارش سنگین برف، جانشین لورنتسو، پیرو د مدیچی، به میکل آنژ سفارش نمود مجسمه‌ای از برف بسازد؛ بنابراین میکل آنژ بار دیگر وارد خدمت خاندان مدیچی گردید.

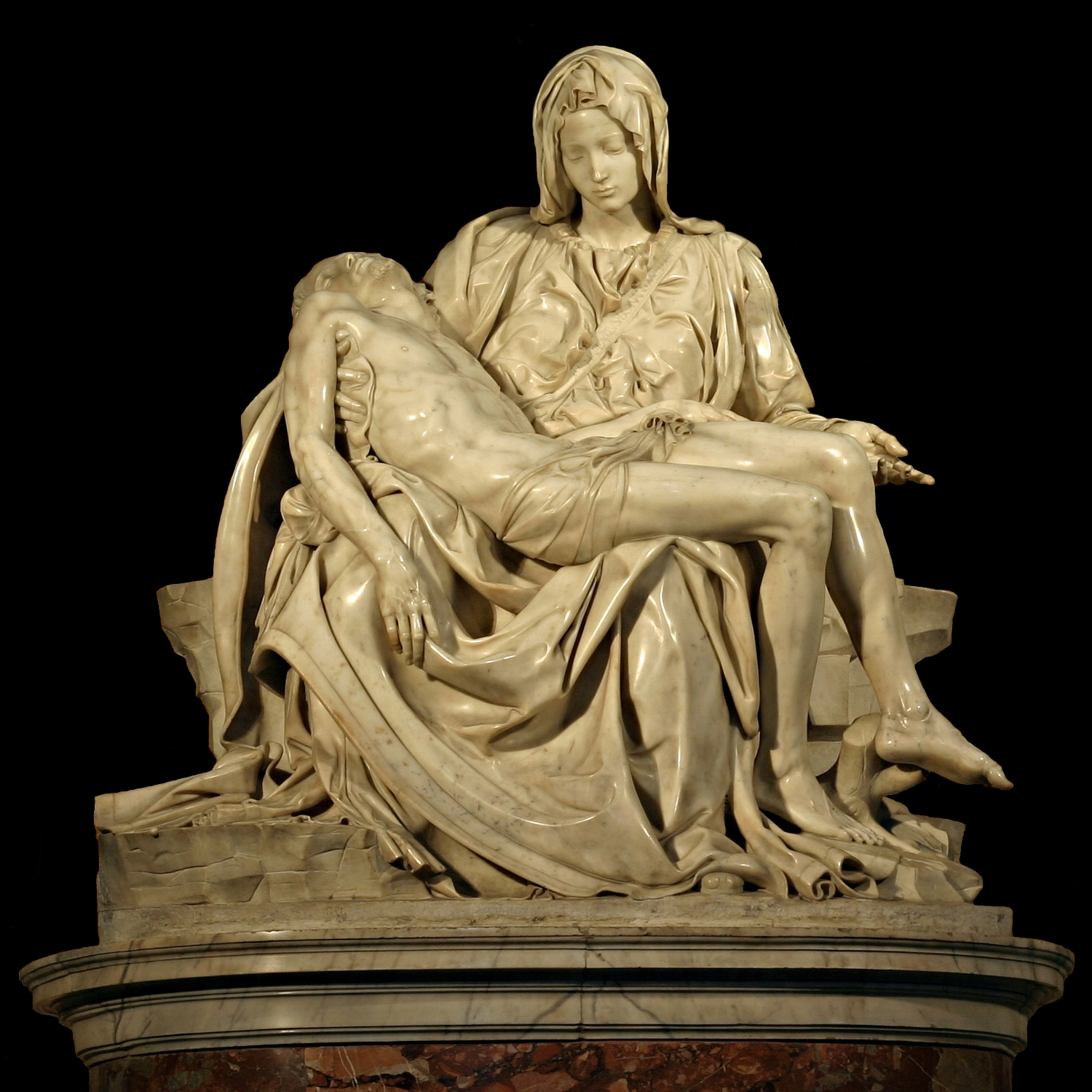
پیه‌تا(Pieta) یا ترحم ساخته‌شده در سال‌های ۹۹_۱۴۹۸. بازیلیکای سن پیترو.

در همان سال، مدیچی در نتیجهٔ به قدرت رسیدن جیرولامو ساونارولا از فلورانس اخراج گردید. میکل آنژ شهر را پیش از پایان گرفتن انقلاب سیاسی ترک گفت و رهسپار ونیز و سپس بولونیا گردید. در بولونیا، وی مأمور تراش دادن آخرین پیکره‌های کوچک ضریح دومینیک قدیس∗ در کلیسایی که وقف قدیس نامبرده شده بود، گردید تا کار ساخت ضریح به پایان خود برسد. در همین زمان، میکل آنژ برجسته‌کاری‌های سفت و محکمی که توسط جاکوپو دلا کوئرچا∗ در دورادور در ورودی «بازیلیکای قدیس پترونیوس»∗ تراشیده شده‌بود و به‌ویژه قاب نقاشیِ پانل∗ «آفرینش حوا»∗ را مطالعه نمود؛ ترکیبی که بعدها در نگاره‌ای که خود بر سقف کلیسای سیستین ترسیم کرد، دیده شد. در پایان ۱۴۹۴ اوضاع سیاسی فلورانس آرام‌تر بود. این شهر که در گذشته زیر تهدید فرانسویان قرار داشت، دیگر خطری احساس نمی‌نمود؛ چرا که شارل هشتم فرانسه از شکست‌های خود در رنج بود. میکل آنژ به فلورانس بازگشت اما از حاکم جدید این شهر یعنی ساونارولا سفارشی دریافت نکرد پس به خدمت خاندان مدیچی بازگشت. در طول شش ماهی که در فلورانس سپری نمود، وی بر روی دو تندیس کوچک کار کرد، یکی کودکیِ یحیای تعمید دهنده∗ و کوپیدِ خفته∗. لورنتسو پیِرفرانچسکو دِ مدیچی∗ (با لورنتسو د مدیچی که قبلاً نامبرده شد اشتباه نشود) که به میکل آنژ سفارش ساخت تندیس «قدیس یحیای تعمید دهنده» را داده‌بود، از این هنرمند خواست «آن را تعمیر نماید تا چنین به نظر برسد که انگاری مدفون شده بود». بنابراین وی توانست «آن [تندیس] را به رم بفرستد… و در حد یک اثر باستانی نشانش دهد و… به قیمت خیلی بیشتری آن را بفروشد». کاردینال رافائله ریاریو∗، که اثر را از لورنتسو خریداری نموده بود، پی برد که تقلب صورت گرفته‌است اما چنان تحت تأثیر کیفیت تندیس قرار گرفته‌بود که میکل آنژ را به رم دعوت نمود. این موفقیت بارز در فروش تندیس به خارج فلورانس و نیز اوضاع محافظه‌کارانهٔ این شهر تحت حکومت مذهبی ساونارولا، ممکن است در تمایل میکل آنژ به پذیرش دعوت کاردینال مؤثر بوده‌باشند.
پس میکل آنژ در ۲۵ ژوئن ۱۴۹۶ در سن ۲۱ سالگی به رم رسید. در ۴ ژوئیه همان سال، وی به سفارش کاردینال ریاریو کار بر روی یک تندیس خدای شراب یونان یعنی باخوس که بزرگتر از اندازهٔ واقعی‌اش بود را آغاز کرد. در حین پایان کار، اثر توسط کاردینال رد شد و در نتیجه تحویل بانک‌داری به نام جاکوپو گالی∗ گردید تا آن را در باغ خود نگه دارد. در نوامبر ۱۴۹۷، سفیر فرانسه در سریر مقدس به نام کاردینال ژان دو بیهِره-لاگرولا∗ به وی سفارش ساخت تندیس پیئتا∗ را داد؛ تندیسی که قرار بود مریم باکره را در حال گریستن بر جنازه عیسی به تصویر بکشد. این سوژه که جزئی از حکایت انجیلی تصلیب عیسی نیست، در تندیس گری‌های دینی اروپای شمالی قرون وسطی به چشم می‌خورْد و کاردینال نامبرده با این داستان به شدت مأنوس بود. قرارداد سفارش ساخت اثر در اوت سال بعد منعقد گردید. در اثنای اتمام کار، میکل آنژ ۲۴ ساله بود. او خیلی زود به‌عنوان یکی از شاهکارهای بزرگ پیکرتراشی در جهان و «تجسم تمامی ظرفیت و نیروی هنر پیکر تراشی» شناخته‌شد. وازاری دیدگاه‌های معاصران را چنین شرح داده‌است: «این مشخصاً یک معجزه است که یک توده سنگ بی‌شکل و بی‌ریخت به چنان کمالی بدل شود که حتی طبیعت نیز به ندرت می‌تواند همسان آن را در گیتی بیافریند.» این اثر هم‌اکنون در بازیلیکای سن پیترو جا گرفته‌است.

### فلورانس، ۱۵۰۵_۱۴۹۹

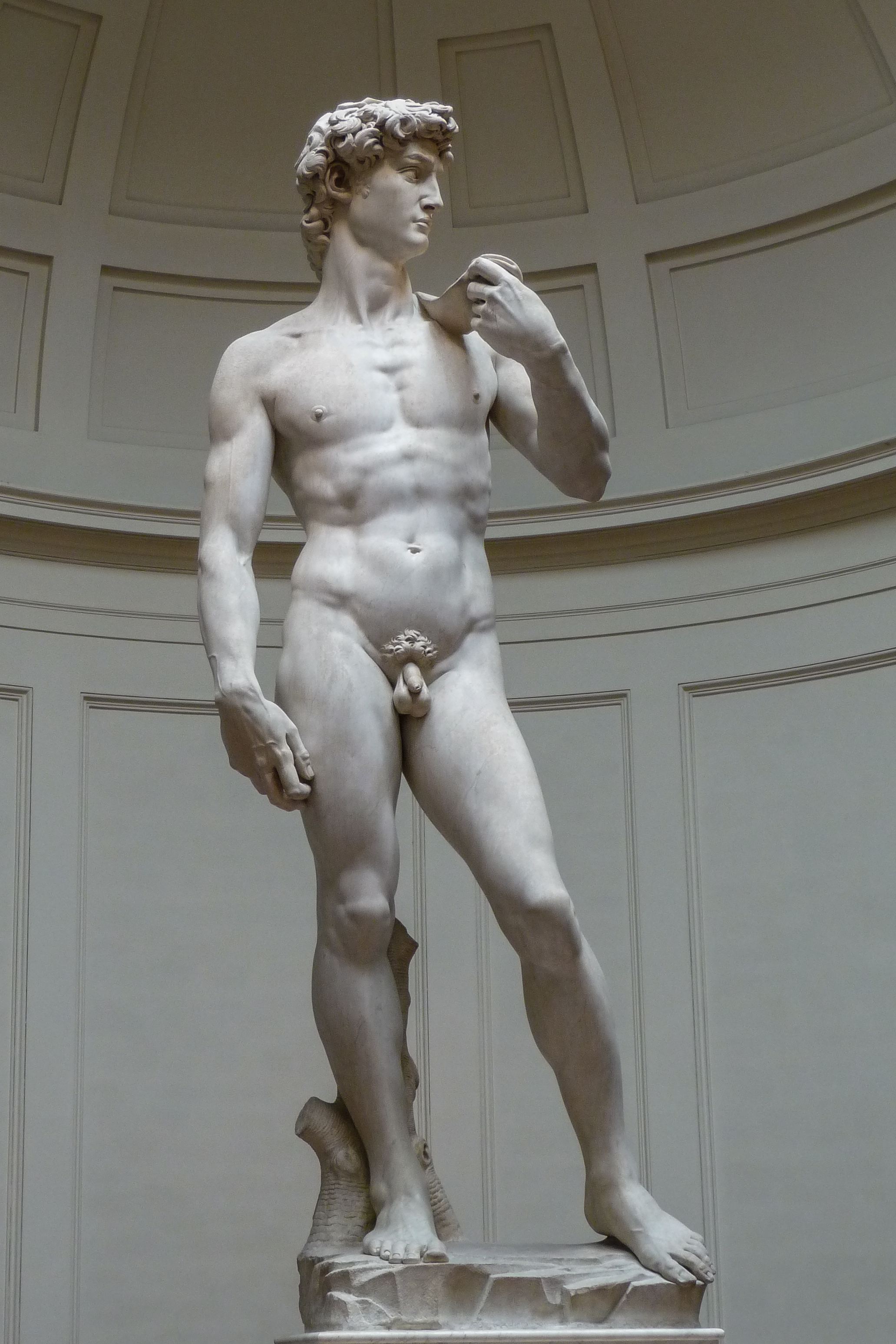
تندیس داوود تکمیل شده در سال ۱۵۰۴ به دست میکل آنژ (آنجلو)؛ یکی از معروفترین آثار رنسانس.

میکل آنجلو (آنژ) در ۱۴۹۹ به فلورانس بازگشت. پس از سقوط رهبر کشیش جمهوری یعنی جیرولامو ساونارولای رنسانس ستیز، که در ۱۴۹۸ اعدام گردید و به قدرت رسیدن پیه رو سودرینی اکنون اوضاع سیاسی جمهوری تغییر کرده بود. مشاوران صنف بازرگانان پشم از میکل آنژ درخواست کردند پروژه ای ناتمام مربوط به ۴۰ سال گذشته که آگوستینو دی دوچو آن را آغاز کرده بود را به پایان برساند؛ پیکر غول آسایی از جنس مرمر کارارا که پرتره داوود را به عنوان نماد آزادی فلورانس به تصویر می‌کشید و قرار بود بر شیروانی کلیسای جامع فلورانس نهاده شود. میکل آنژ درخواست آنان را با تکمیل مشهورترین فراوردهٔ خود یعنی تندیس داوود در ۱۵۰۴ پاسخ داد. این شاهکار مُعرفاً برجستگی میکل آنژ را به عنوان یک پیکرتراشِ دارای مهارت فنی فراطبیعی و نیروی تجسم نمادین نشان داد. یک تیم متشکل از خبرگان از جمله بوتیچلی و لئوناردو دا وینچی فراخوانده شدند تا دربارهٔ محل جای دادن تندیس تصمیم بگیرند؛ سرانجام «پیاتسا دلا سینیوریه» روبروی کاخ وکیو به عنوان محل تندیس برگزیده شد. این فراورده اکنون در گالری آکادمی فلورانس جای دارد. با این حال یک رو گرفت (کپی) از آن در بیرون کاخ وکیو (Palazzo Vecchio) نیز قرار دارد.
با پایان گرفتن کار تندیس داوود سفارش دیگری به میکل آنژ سپرده شد. در آغاز ۱۵۰۴ به لئوناردو دا وینچی سفارش شده بود نگاره (نقاشی) نبرد آنگیاری را در اتاق مشورت کاخ وکیو ترسیم کند؛ نگاره ای که نبرد بین فلورانس و میلان در ۱۴۴۰ را به تصویر می‌کشید. سپس میکل آنژ سفارش ترسیم نگارهٔ نبرد کاشینا (Battle of Cascina) را دریافت داشت. دو نگاره از این دو هنرمند نامبرده بسیار با یکدیگر تفاوت دارند؛ نگارهٔ دا وینچی سربازانی را به تصویر کشانده که سوار بر اسبانی در حال نبرد اند در حالی که نگارهٔ میکل آنژ سربازانی را نشان می‌دهد که در حین آب‌تنی در رودخانه، ناگهان مورد یورش دشمن قرار گرفته‌اند. هر دو نگاره ناتمام ماندند و زمانی که اتاق کاخ در حال نوسازی بود، برای همیشه ناپدید شدند. هر دو اثر بس ستوده شده بودند و روگرفت (کپی)هایی از آنان برجای مانده‌است؛ نگارهٔ دا وینچی توسط روبنس روگرفت شده‌است و نگارهٔ میکل آنژ نیز توسط باستیانو دا سانگالو.
همچنین در طول همین دوره، میکل آنژ توسط آنجلو دونی سفارش ترسیم نقاشی «خانواده مقدس» را به عنوان هدیه ای به همسر دونی، مادالنا استروتزی، دریافت داشت. این فراوردهٔ هنری با نام دونی توندو∗ شناخته می‌شود و در موزه هنر اوفیتزی در فلورانس با قاب باشکوهی که دارد (ممکن است میکل آنژ خود آن قاب را نیز طراحی کرده باشد) آویزان است. وی همچنین ممکن است نگارهٔ مریم (مدونا) و کودک همراه با یحیای تعمید دهنده را نیز ترسیم کرده باشد که به مریمِ منچستر شهرت دارد و اکنون در نگارخانه ملی لندن جای دارد.

### رُم و سقف پرستشگاه سیستین، ۱۵۱۲_۱۵۰۵

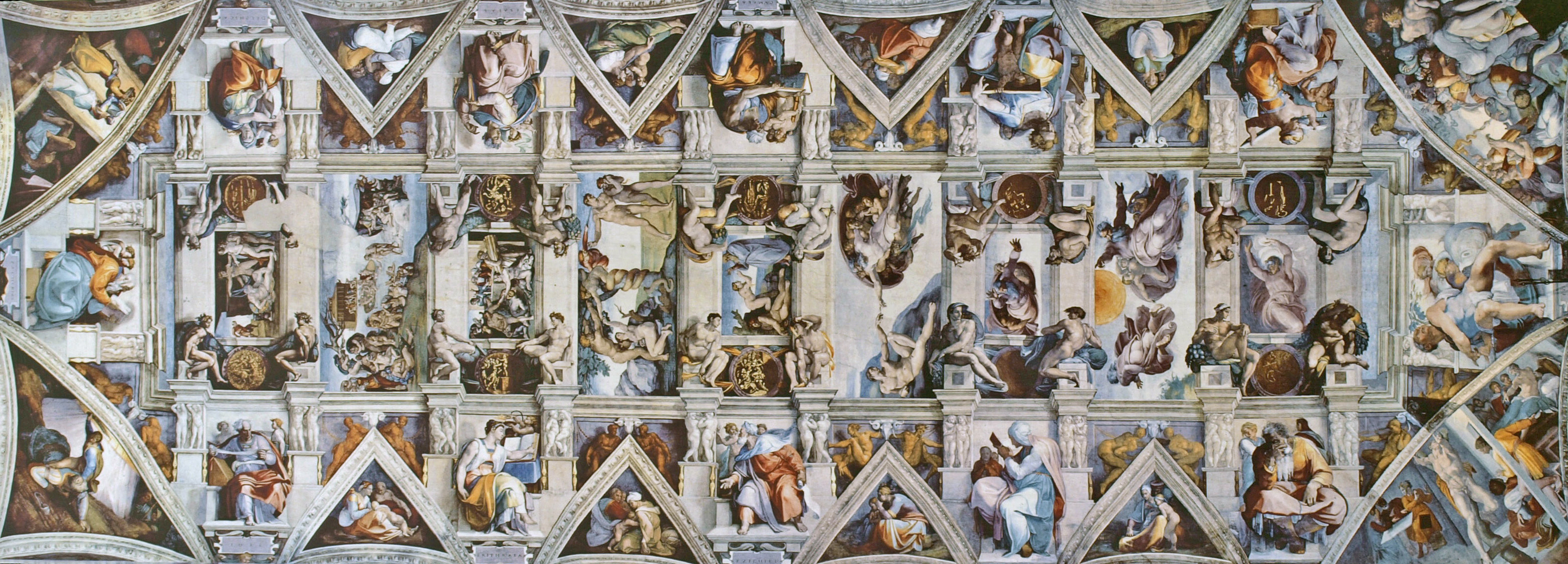
سقف پرستشگاه سیستین که به دست میکل آنژ (آنجلو) نگارگری شده‌است؛ این کار نزدیک به چهار سال(۱۵۱۲_۱۵۰۸) به درازا انجامید.

در ۱۵۰۵ میکل آنجلو (آنژ) این بار توسط پاپ یولیوس دوم به رم فراخوانده شد و پاپ یولیوس به وی سفارش ساخت آرامگاه پاپ یولیوس دوم را داد که قرار بود دربرگیرنده چهل تندیس باشد و در مدت پنج سال ساختمان آن به پایان رسد. با پشتیبانی پاپ، میکل آنژ تعویق و دیرکردهای پرشماری در کار ساختمان آرامگاه داشت تا بتواند به سایر سفارش‌های فراوان خود نیز رسیدگی کند. هرچند میکل آنژ برای ۴۰ سال بر روی آرامگاه کار کرد(۱۸۴۵_۱۸۰۵)، اما آرامگاه هیچگاه چنان‌که خود می‌خواست به پایان نرسید. این آرامگاه در کلیسای کلیسای سَن پیترو این وینکولی (به ایتالیایی: San Pietro in Vincoli/ به پارسی: قدیس پطرس در زنجیر) در رُم جای دارد و بیش از همه به خاطر تندیس میانی اش یعنی موسی که کار ساخت آن در ۱۵۱۶ به پایان رسید، شهرت دارد. دو تا از تندیس‌هایی که قرار بود برای همین آرامگاه ساخته شوند، یعنی برده شورش گر و برده محتضر اکنون در موزه لوور نگه داری می‌شوند.
در همان هنگامه، میکل آنژ سقف پرستشگاه سیستین را نگارگری (نقاشی) نمود که نزدیک به چهار سال به درازا کشید(1512_1508). به توجه به گزارش آسکانیو کوندیوی (نگارندهٔ زندگی‌نامه میکل آنژ) دوناتو برامانته که در حال کار بر روی بازیلیکای سن پیترو (با کلیسای سن پیترو این وینکولی اشتباه نشود) بود، از این که میکل آنژ مأمور ساختمان آرامگاه پاپ ژولیوس دوم شده بود، در خشم شده و پاپ را متقاعد ساخت این هنرمند نابغه را به کاری بگمارد که بدان ناآشنا بود؛ هدفش این بود که او در کارش شکست بخورد(شاید منظور از کاری که بدان گماشته شد، همان نگارگری سقف کلیسای سیستین باشد. م). میکل آنژ در آغاز مأمور نگارگری (نقاشی) حواریون دوازده‌گانه بر روی سه گوش کروی ای که سقف را نگه می‌داشت، و نیز آراستن بخش میانی سقف شده بود. میکل آنژ اما پاپ یولیوس را قانع ساخت که به وی آزادی عمل بدهد و پیشنهاد طرحی دگرگونه و پیچیده‌تر را نمود که داستان آفرینش، هبوط انسان، وعده رستگاری از سوی پیامبرها، و تبار شناسیِ (شجره نامهٔ) مسیح را شامل می‌شد. این فراورده‌های هنری بخشی از طرحی بزرگتر (از جمله واپسین داوری) از آرایش این پرستشگاه اند که نمایانگر شماری از دکترین‌های کلیسای کاتولیک می‌باشند.
این ترکیب‌ها حدود ۵۰۰ متر مربع از سقف پرستشگاه سیستین را در بر می‌گیرند و شامل بیش از ۳۰۰ چهره می‌باشند. در میانهٔ سقف، نگارگری (نقاشی)های نُه بخش از سِفر پیدایش به چشم می‌خورد که به سه گروه بخش‌بندی شده‌اند: آفرینش انسان به دست خداوند∗، سقوط آنان از رحمت الهی∗، و سرانجام احوال انسان‌ها در زمان نوح و خانواده اش∗. بر روی ستون‌های سه گوش کروی ای که سقف پرستشگاه را نگه می‌دارند نیز نگاره‌هایی از مردها و زن‌هایی که آمدن مسیح را پیش گویی می‌کنند، نقش بسته‌است؛ آن‌ها شامل هفت پیامبر از اسرائیل∗، و پنج زن هاتف می‌باشند. در میان نامدارترین نگاره‌ها بر روی سقف می‌توان به آفرینش آدم، آدم و حوا در باغ عدن، طوفان بزرگ، ارمیای نبی و هاتف کومای اشاره نمود.

### فلورانس زیر فرمان پاپ‌های مدیچی، ۱۵۳۴_۱۵۱۳
در ۱۵۱۳، پاپ یولیوس دوم درگذشت و پاپ لئون دهم، دومین پسر لورنتسو د مدیچی، جانشین وی گردید. پاپ لئو به میکل آنژ سفارش بازساخت نمای بیرونی بازیلیکای سن لورنتسوی فلورانس و آراستن آن با تندیس‌ها را کرد. وی با بی میلی پذیرفت و سه سال را در آفرینش نگاره‌ها و الگوها برای نمای بیرونی ساختمان پی گذاشت و در همان حال کوشش می‌کرد معدن مرمر تازه ای در پیِتراسانتا برای این پروژه بگشاید. این طرح در ۱۵۲۰ به سبب مشکلات مالی پیمانکارها، پیش از هرگونه پیشرفت مشهودی به‌طور ناگهانی متوقف گردید و اکنون این بازیلیکا فاقد نمای بیرونی است.

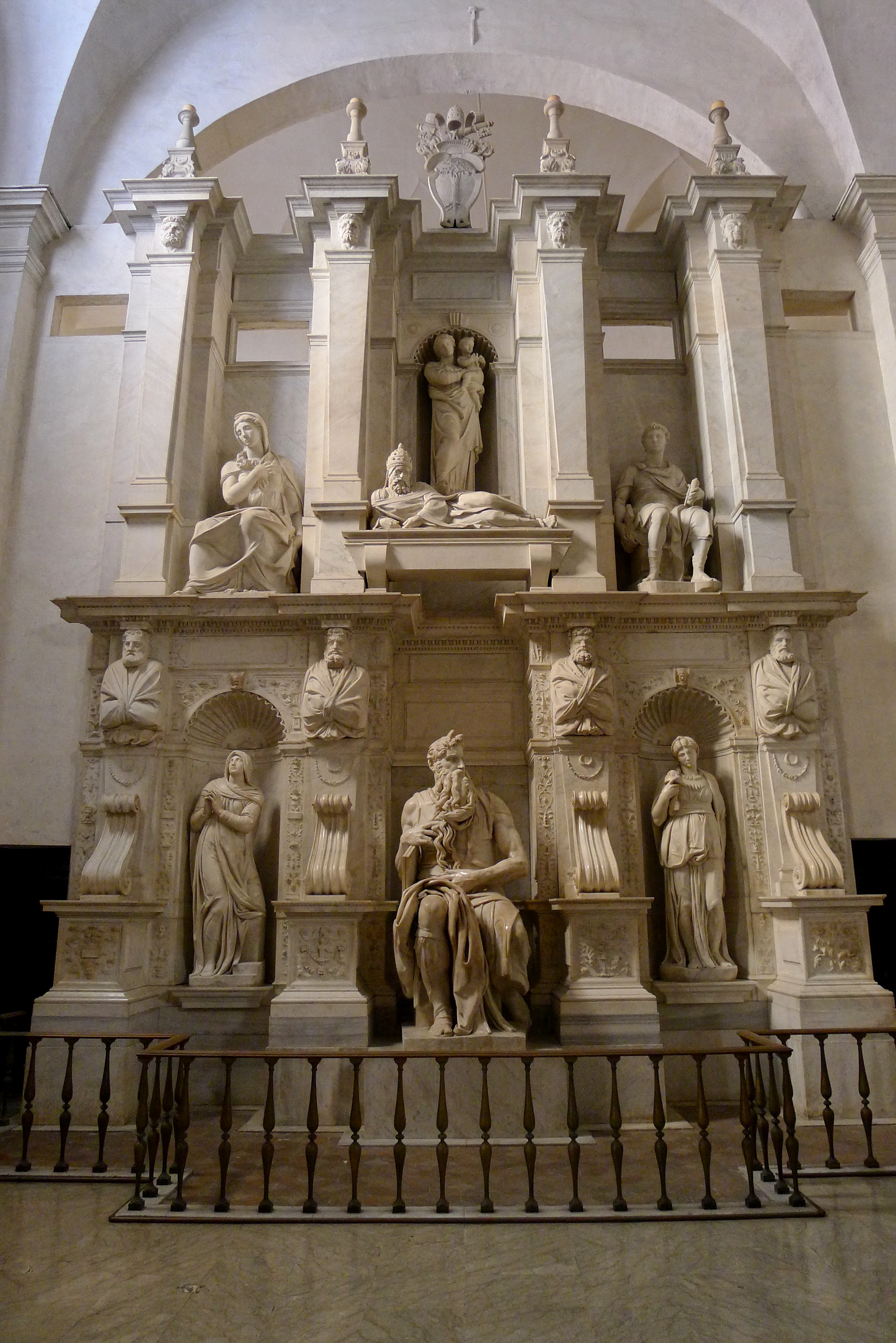
آرامگاه پاپ ژولیوس دوم که از سال ۱۵۰۵ توسط میکل آنژ تراشیده شده و در کلیسای سن پیترو این وینکولی جای دارد. تندیس میانی که یک شخص نشسته با کتابی در دست را نشان می‌دهد، همان موسی است که در ۱۵۱۶ ساخت آن به فرجام رسید اما کار باقی تندیس‌ها تا ۱۵۴۵ به طول انجامید.

در ۱۵۲۰ مدیچی بار دیگر با پیشنهادی بزرگ به میکل آنژ رو کرد: این بار با هدف ساختمان یک پرستشگاه و آرامگاه خانوادگی در بخشی از بازیلیکای سن لورنتسو∗ که معبد مدیچی نام داشت. برای آیندگان، این پروژه که بیشترِ سال‌های ۱۵۲۰ تا ۱۵۳۰ از زندگی هنرمند را به خود مشغول داشت، بیشتر مفهوم و درک شده بود. میکل آنژ از اختیار شخصی خود برای طراحی و ساخت معماری پرستشگاه مدیچی (یکی از قسمت‌های چندگانهٔ بازیلیکای سن لورنتسو) بهره گرفت؛ به طوری که این پرستشگاه دو تن از اعضای جوانتر خاندان مدیچی را در خود جای داده‌است: جولیانو یا دوکِ نمورس که سومین پسر لورنتسوی شکوهمند نیز هست، و دیگری لورنتسوی دوم یا دوک اوربینو که برادرزادهٔ جولیانو است. این پرستشگاه همچنین به پاسداشت نام و یاد دو تن از پیشینگان آنها نیز ساخته شده بود: لورنتسوی شکوهمند و برادر وی جولیانو دِ مدیچی (معمولاً با جولیانو دوک نمورس که برادرزاده اش است، اشتباه می‌شود) که در کنار یکدیگر آرمیده‌اند. این آرامگاه خانوادگی افزون بر تندیس‌های جولیانو دوک نمورس و لورنتسوی دوم دارای چهار تندیس به نام‌های شب و روز (که در زیر تندیس جولیانو دوک نمورس جای گرفته‌اند) و دوسک و داون (که در زیر تندیس لورنتسوی دوم جای گرفته‌اند) نیز می‌باشند. این پرستشگاه همچنین دربردارندهٔ مریم مدیچی∗ نیز هست. در ۱۹۷۶ یک کریدور مخفی که بر دیوارهایش نگاره‌های میکل آنژ دیده می‌شد، کشف گردید.
پاپ لئوی دهم در ۱۵۲۱ درگذشت و برای مدت کوتاهی آدریان ششم و سپس پسرعمویش کلمنت هفتم (فرزند جولیانو د مدیچی و برادرزادهٔ لورنتسوی شکوهمند) جانشین وی گردید. در ۱۵۲۴ میکل آنژ این بار سفارش معماری برای کتابخانه لورنزی در همان کلیسای سن لورنتسوی فلورانس از سوی پاپ جدید را پذیرفت. وی هم ورودی کتابخانه و هم راهروی آن را طراحی نمود؛ ساختمانی که دارای چنان تأثیر پویایی در اشکال معماری اش است که به عنوان پیشگامی برای معماری باروک دانسته می‌شود. تفسیر طرح معماری و اجرای دستور العمل‌های آن بر عهدهٔ دستیاران میکل آنژ سپرده شد. کتابخانه تا ۱۵۷۱ گشایش نیافت و راهرو تا ۱۹۰۴ ناکامل ماند.
در ۱۵۲۷، شهروندان فلورانس با رویداد غارت رم∗ تشویق شده و خاندان مدیچی را بار دیگر همانند سال ۱۴۹۴ برانداخته و حکومت جمهوری را برپا ساختند. در نتیجه شهر محاصره گردید و میکل آنژ از ۱۵۲۸ تا ۱۵۲۹ با کار کردن بر روی مواضع دفاعی فلورانس به یاری شهر نازنینش شتافت. شهر در ۱۵۳۰ سقوط کرد و خاندان مدیچی بار دیگر قدرت را در دست گرفتند. میکل آنژ علاقه ای نسبت به الساندرو مدیچی جوان که به عنوان نخستین دوک فلورانس برگزیده شده بود، نداشت. از ترس جان خود به رُم گریخت و دستیاران خود را جا گذاشت تا ساختمان پرستشگاه مدیچی و کتابخانه لورنزی را به پایان برسانند. با وجود پشتیبانی هنرمند نابغه از جمهوری و ایستادگی اش در برابر حکومت مدیچی، وی توسط پاپ کلمنت مورد خوش آمدگویی قرار گرفت، کسی که بار دیگر مجوز وی را احیاء و قرارداد جدیدی با هنرمند بر سر آرامگاه پاپ یولیوس دوم بست.

### رُم، ۱۵۴۶_۱۵۳۴

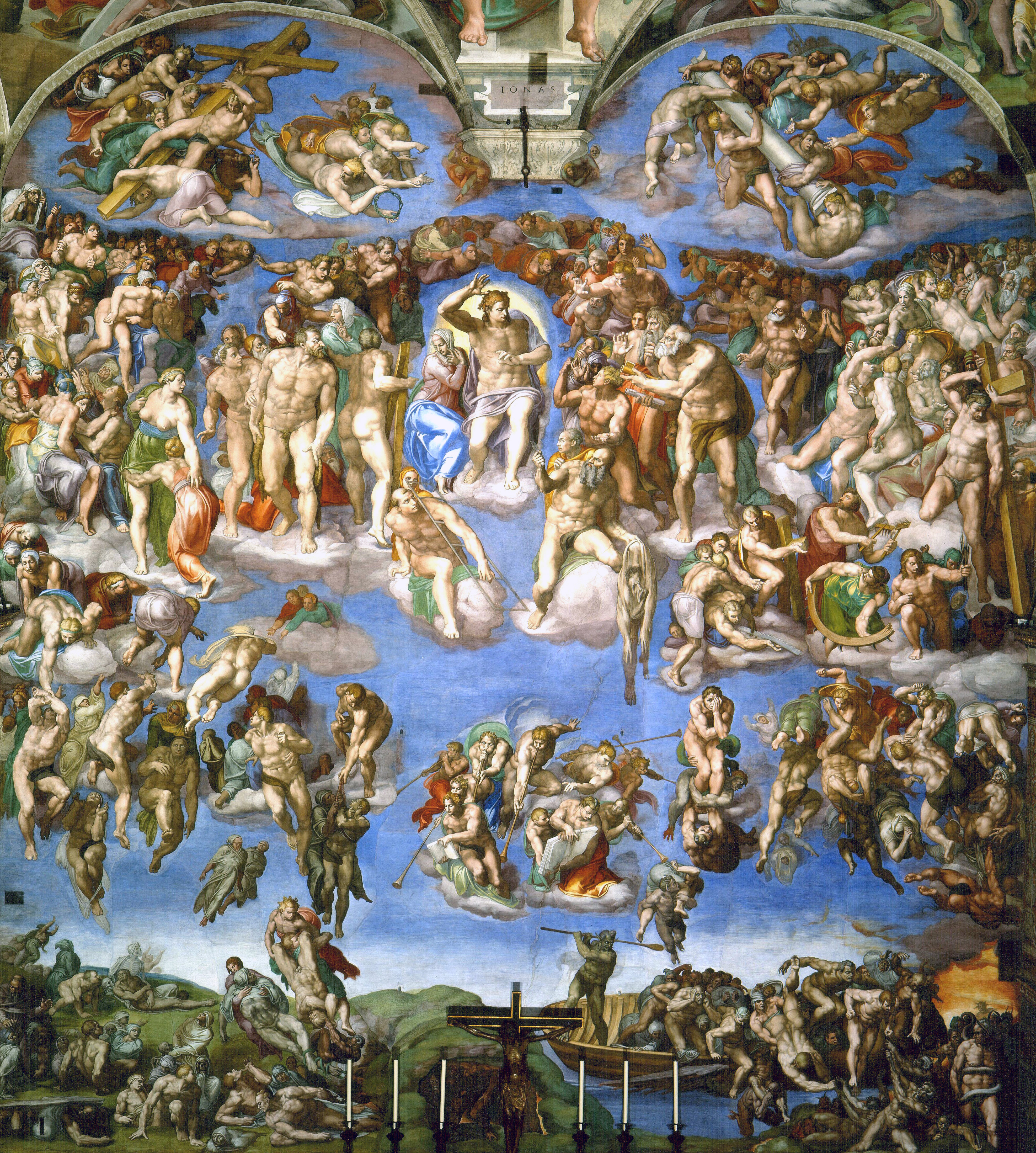
نگاره روز حساب (واپسین داوری) که نه بر سقف پرستشگاه سیستین بلکه بر دیوار آن نگاریده شده‌است(۱۵۴۱_۱۵۳۴)

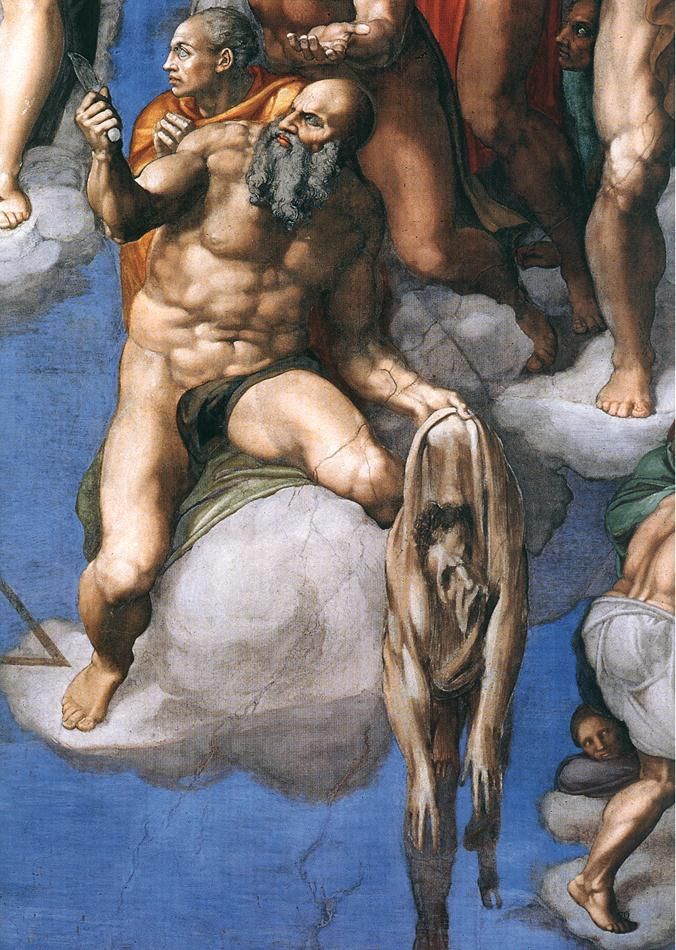
تصویر میکل آنژ (آنجلو) در فرسکوی واپسین داوری.

در رُم، میکل آنژ (آنجلو) در نزدیکی کلیسای «سانتا ماریا دی لورتو» زیست. در همین هنگامه بود که وی با چکامه سرایی به نامویتوریا کولونا، بانویی والا تبار از پسکارا، آشنا شد و تا مرگش در ۱۵۴۷ به یکی از نزدیک‌ترین دوستانش بدل گردید. پاپ کلمنت هفتم اندکی پیش از مرگ خود در ۱۵۳۴ به میکل آنژ سفارش نگارگری (نقاشی) فرسکوی واپسین داوری (روز حساب) بر روی دیوار (و نه سقف) پرستشگاه سیستین را نمود. جانشین وی پل سوم خود شاهد آغاز و پایان کار نگارگری بر روی دیوار این پرستشگاه بود؛ کاری که از ۱۵۳۴ تا ۱۵۴۱ به طول انجامید. فرسکوی نامبرده بیانگر دومین پیدایش مسیح و داوری ارواح توسط وی است. میکل آنژ آداب و رسوم معمول در نگارش پیکر و رخسار مسیح را نادیده گرفت به طوری که این پیمبر را به صورت فردی غول آسا، دارای بدنی عضلانی، جوان، بدون موی صورت و برهنه نشان داد. دورادور وی را قدیسان فرا گرفته‌اند؛ در میان آنان قدیس ناتانائیل(Bartholomew) که خنجری در یک دست و پوست کنده شدهٔ خود را در دست دیگرش دارد، شبیه به خود میکل آنژ است. مردگان از آرامگاه‌های خود برخواسته و آنگاه درباره‌شان تصمیم گرفته می‌شود که بهره شان بهشت باشد یا جهنم.
زمانی که کار نگارگری به پایان خود رسید، نگارش مسیح و مریم باکره به صورت عریان نوعی بی حرمتی تلقی شد و پل چهارم به همراه مونسینیور سِرنینی (سفیر منتووا) کوشیدند فرسکو را ناپدید یا سانسور نمایند اما پاپ ایستادگی کرد. در شورای ترنت، اندکی پیش از مرگ میکل آنژ در ۱۵۶۴، تصمیم به محو شمایل دستگاه‌های تناسلی گرفته شد و دنیله دا وولترا، از شاگردهای میکل آنژ، سفارش یافت که دگرگونگی‌های جزئی لازم را انجام دهد. یک کپی از نسخهٔ اصیل توسط مارچلو ونوستی در موزه کاپودیمونتهٔ ناپل جای دارد.
میکل آنژ در این دوازده سال به پروژه‌های معماری نیز سرگرم بود. آنها دربرگیرندهٔ طرحی برای تپهٔ کاپیتول با میدان ذوزنقه وارش که تندیس برنزین باستانی مارکوس آئورلیوس در میدان آن دیده می‌شد، بودند. وی طبقه بالایی کاخ فارنیسه و درون کلیسای سانتا ماریا دلی آنگِلی را نیز طراحی کرد که در آن داخلهٔ طاق بندی شدهٔ یک حمام عمومی باستانی را دگرگون کرد. دیگر کارهای معماری عبارتند از سن جووانی دی فیورنتینی، پرستشگاه اسفورتزا در باسیلیکای سنتاماریا مجیوره و پورتا پیا.

### بازیلیکای قدیس پیتر (پطرس)، ۱۵۶۴_۱۵۴۶

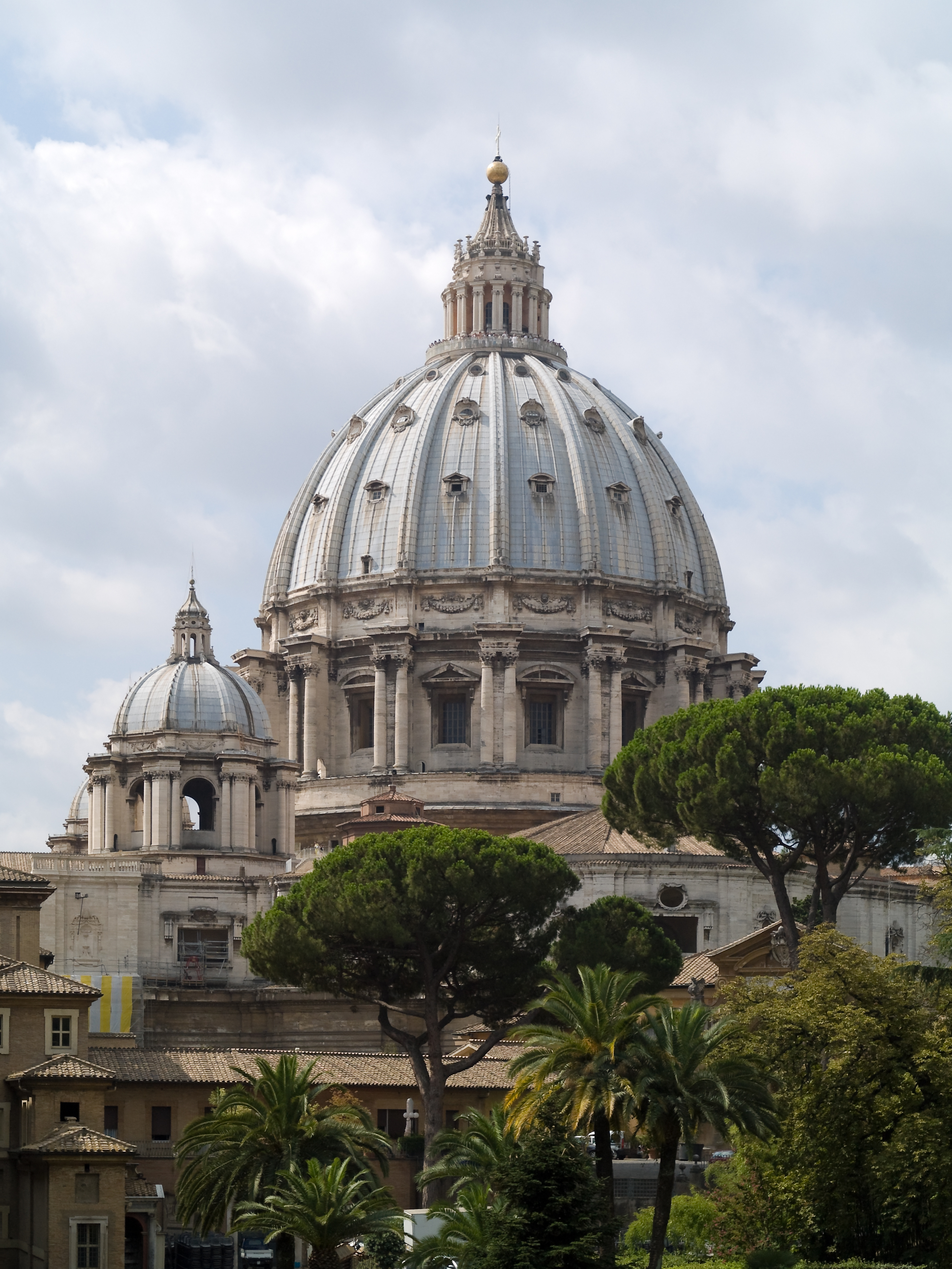
گنبد بازیلیکای سن پیترو (پطرس).

در حالی که هنوز در حال کار بر آفرینش نگارهٔ واپسین داوری بود، میکل آنجلو (آنژ) سفارش دیگری از سوی واتیکان دریافت داشت. این سفارش به جهت نگارگریِ (نقاشی) دو تا از فرسکوهای بزرگ در پرستشگاه پائولینا (به ایتالیایی: Cappella Paolina) بود که صحنه‌های مهمی از زندگانی دو تن از برجسته‌ترین قدیسان رُم را به نگارش می‌کشید؛ این دو فرسکو عبارت اند از: گرویدن پولس حواری به آئین مسیحیت و به چلیپا (صلیب) کشاندن قدیس پیتر (پطرس). همانند فرسکوی واپسین داوری، این دو نگاره نیز دارای ترکیباتی پیچیده‌اند که دربرگیرندهٔ شمار زیادی از چهره (فیگور)ها می‌باشند و در ۱۵۵۰ کار آفرینش آنان پایان گرفت. در همان سال جورجو وازاری کتاب خود با نام «زندگانی برجسته‌ترین نگارگران، پیکرتراشان و معماران» را منتشر ساخت که دربرگیرندهٔ زندگینامهٔ میکل آنژ نیز بود.
در ۱۵۴۶، میکل آنژ به مهرازی (معماری) بازیلیکای سن پیترو (قدیس پطرس) در رُم گمارده شد. فرایند بازسازیِ این بازیلیکای کنستانتینیِ سدهٔ چهارمی برای پنجاه سال در دستور کار بود و در ۱۵۰۶ پایه (فونداسیون)های این بازیلیکا بر پایهٔ طرح‌های برامانته ریخته شده بود که البته وی در ۱۵۱۴ در گذشت. مهرازانی (معمارانی) که پس از وی بدین کار گمارده شدند، در کار خود پیشرفت‌های اندکی داشتند. از میکل آنژ خواهش شد اجرای این برنامه را به دوش گیرد. وی به مفاهیم برامانته ای بازگشت و ایده‌های خود در ساخت این سازه را بر پایهٔ یک کلیسای مرکزگرا و استوار ساختن سازه هم از لحاظ فیزیکی و هم از لحاظ دیداری پی ریخت. گنبد آن_که کار بر روی آن تا پس از مرگ وی به پایان نرسید_ توسط سِر بنیستر فلچر (Banister Fletcher)، معمار برجسته انگلیسی، به عنوان «بزرگترین آفرینش تمام رنسانس» توصیف شده‌است.
هنگامی که سازهٔ بازیلیکا در حال پیشرفت بود، این نگرانی پدید آمد که میکل آنژ پیش از به پایان رسیدن کار بر روی گنبد، زندگانی را بدرود گوید. هنگامی که کار بر روی بخش پایینی گنبد _حلقه ای که گنبد را استوار می‌کند_ آغاز شد، به پایان رساندن طرح اجتناب ناپذیر بود.
در ۷ دسامبر ۲۰۰۷، یک طرح گچی قرمز رنگ از گنبد بازیلیکای نامبرده در بایگانی‌های واتیکان یافته شد که شاید آخرین طرحی است که توسط میکل آنژ و پیش از مرگش ترسیم شده‌است. یافته شدن این طرح رویدادی بس نادر بود چرا که وی در پایان زندگانی اش، طرح‌هایش را نیست و نابود کرده بود.

## زندگی خصوصی

### کیش و آئین
میکل آنجلو (آنژ) یک کاتولیک باورمند بود که باورهای آئینی (دینی) وی در پایان زندگانی اش رو به ژرفا نهادند. چکامهٔ ۲۸۵ (نوشته شده در ۱۵۵۴) بدین قرار است: «نه نگارگری و نه پیکرتراشی دیگر توانا به آرامیدن جان و روانم نیستند، [روحم] هم‌اکنون به سوی آن عشق الهی پَر گشوده که آغوش خود را به روی صلیب برای کشانیدن ما بدان گشوده‌است.»

### منش شخصی

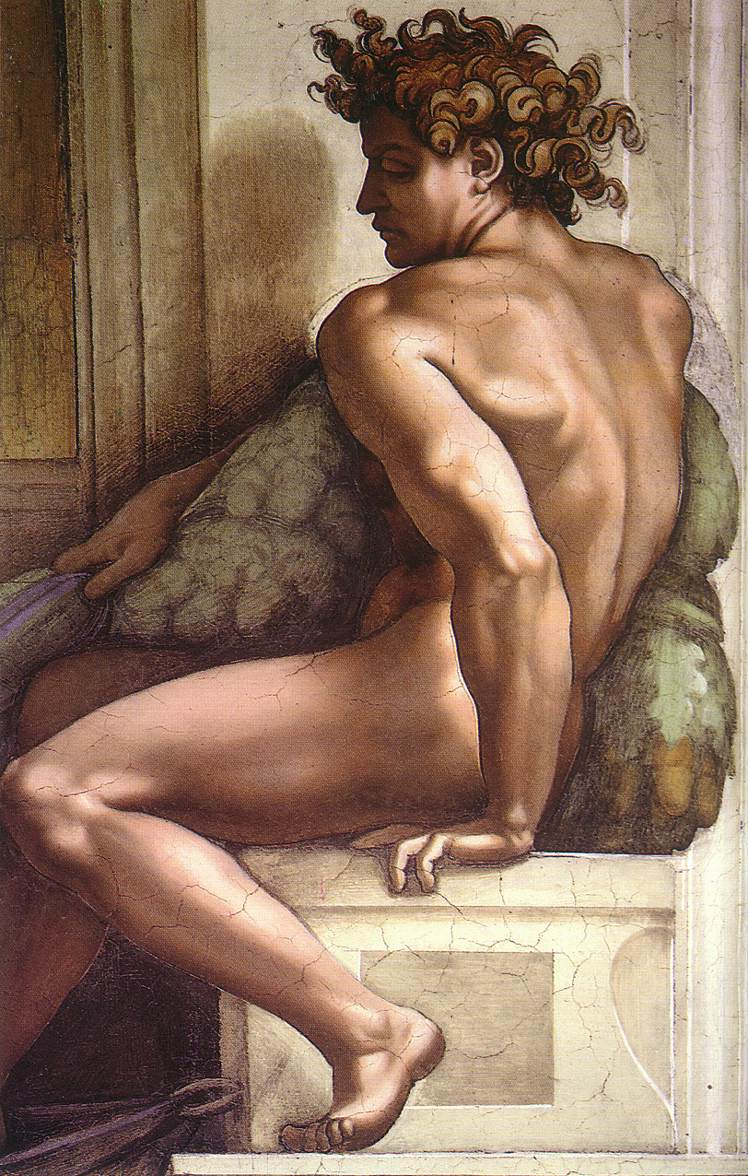
فرسکوی یکی از بیست تن از اینیودی (Ignudi)‌های برهنه که از سال ۱۵۰۹ بر سقف پرستشگاه سیستین خودنمایی می‌کند.

میکل آنژ در زندگانی شخصی خود خویشتن دار و پرهیزگار بود، و یک بار به شاگرد خود آسکانیو کوندیوی گفت: «هرچند ممکن است توانگر باشم، [اما] همواره چونان مردی تهی دست زیسته‌ام.» کوندیوی همچنین گفته‌است وی نسبت به خوردن و نوشیدن بی‌تفاوت بود و «بیشتر به جهت زنده ماندن می‌خورد تا به جهت لذت بردن» و «اغلب در لباس‌ها و … چکمه‌هایش می‌خفت.» زندگی‌نامه نویس وی، پائولو جوویو می‌گوید «سرشت وی چنان زمخت و ناخوشایند بود که عادات شخصی اش به‌طور اجتناب‌ناپذیری آلوده بودند، و نسل آیندهٔ هر شاگردی که احتمالاً از وی پیروی کرده بود را منحرف ساخت.» وی شاید بی دغدغه و ولنگار بوده‌است چرا که به واسطه خوی و سرشت خود، فردی منزوی و سودازده بود؛ مردی که «خود را از معاشرت و مصاحبت با دیگران محروم ساخته بود.»

### چکامه سرایی و روابط شخصی
غیرممکن است که بدانیم آیا میکل آنجلو (آنژ) رابطه آمیزشی با کسی داشته یا نه (کوندیوی وی را یک «پرهیزگار راهب گونه» خوانده‌است)، اما سرشت گرایش جنسی اش در چکامه (شعر)هایش هویداست. او افزون بر سیصد غزل‌واره و چکامهٔ کوتاه نگاشت. درازترین رشتهٔ این چکامه‌ها، نشانگر دوستی عاشقانه‌ای اند که به توماسو دی کاوالیری (۱۵۸۷_۱۵۰۹) نوشته شدند؛ پسری ۲۳ ساله که میکل آنژ در ۱۵۳۲ یعنی در ۵۷ سالگیِ خود برای نخستین بار با وی دیدار نمود. این غزلواره‌ها نخستین رشتهٔ درازی از چکامه‌ها در زبان مدرن را موجب شدند که از سوی یک مرد به مردی دیگر نگاشته می‌شد، و پیش‌درآمدی بودند بر غزلواره‌هایی که شکسپیرِ پنجاه ساله به پسری زیبا رو نگاشت.
کاوالیری در پاسخ می‌گوید: «من سوگند می‌خورم که به عشق شما پاسخ بدهم؛ چنان‌که شما را دوست داشته‌ام، هیچگاه مردی را دوست نداشته‌ام؛ و هیچگاه چنان‌که آرزوی دوستی با شما را داشته‌ام، آرزوی دوستی با مردی را نداشته‌ام». کاوالیری تا پایان زندگانی این نابغهٔ فلورانسی دوست وفاداری برایش بود. در ۱۵۴۲، میکل آنژ با چکینو دی براچی دیدار کرد که تنها یک سال بعد درگذشت تا مرگش الهام بخش میکل آنژ در نوشتن چهل و هشت تقریظ ماتم باشد. برخی از معشوقان وی و کسانی که این هنرمند نام آنان را در چکامه‌هایش آورده‌است، او را دستاویز خود برای پول گرفتن قرار دادند: یک مدل پسر به نام فِبو دی پوجو در ازای یک چکامهٔ عاشقانه پول خواست، و مدل پسر دیگری به نام جراردو پرینی نیز بی شرمانه به پول وی دستبرد زد. سرشت هم‌جنس‌کامهٔ چکامه‌های این هنرمند فلورانسی خود دردسری برای دودمان‌های آیندهٔ میکل آنژ بود به گونه ای که نوهٔ برادرش به نام میکل آنژ جوانتر چکامه‌ها را در ۱۶۲۳ با تغییر دادن جنسیت ضمایر (از جنس مرد به زن) چاپ کرد و تا ۱۸۹۳ که جان ادینگتون سایموندس آنها را به انگلیسی برگرداند، جنسیت حقیقی ضمایر هنوز در پرده بود.
در پایان حیاتش، میکل آنژ درگیر عشقی افلاطونی با بانوی والا تباری به نام ویتوریا کولونا گردید، کسی که در ۱۵۳۶ یا ۱۵۳۸ با وی در رُم دیدار کرده بود و در پایان دهه چهارم زندگی اش بود. آنها غزلواره‌هایی برای یکدیگر می‌نوشتند و تا درگذشت این بانو با یکدیگر نامه نگاری منظم داشتند. این غزلواره‌ها بیشتر دربارهٔ مشکلات روحی ای بودند که آنان بدان گرفتار بودند. آسکانیو کوندیوی یادآوری می‌کند که میکل آنژ گفت تنها پشیمانی وی در زندگانی اش این بوده که چهرهٔ آن بانو را آنچنان که دستش را بوسیده بود، نبوسید.

### کشمکش با دیگر هنرمندان
در نامه ای در پایان ۱۵۴۲، میکل آنجلو (آنژ) تنش‌های بین خود و پاپ یولیوس دوم را به رشک ورزی‌های برامانته و رافائل نسبت داد و بعدها گفت: «هر آنچه او در هنر داشته را از من گرفته‌است». با توجه به نوشته‌های جیان پائولو لوماتسو، میکل آنژ و رافائل یکبار با یکدیگر دیدار کردند: میکل آنژ تنها بود در حالی که رافائل به همراه چندین نفر دیگر بود. میکل آنژ [در واکنش به‌شمار زیاد همراهان رافائل] گفت که پنداشت با یک رئیس پلیس روبرو شده، رافائل نیز در پاسخ گفت که وی پنداشته با یک دژخیم (جلاد، اعدام کننده) روبرو شده‌است.

## کارها

### مریم و کودکش (عیسی)
نقش‌برجستهٔ مریمِ پله‌ها (Madonna of the Steps) شناخته شده‌ترین فراورده هنری میکل آنژ در مرمر است. این فراورده هنری دارای خطوط برجستهٔ کم ژرفاست، فنی که بیشتر توسط استاد بزرگ پیکرتراشیِ ابتدای سدهٔ ۱۵اُم یعنی دوناتلو و دیگران از جمله دزیدریو ستینیانو مورد کاربرد قرار گرفت. در حالی که مریم به صورت نیم رُخ _ساده‌ترین جنبه برای یک برجسته کاریِ کم ژرفا_ به نگارش درآمده است، عیسای کودک دارای حالتی پیچش خورده و لمیده به خود است که بعدها الگو و شناسهٔ کارهای هنری میکل آنژ شد. «تادئو توندو»∗ (The Taddeo Tondo) که فراورده سال ۱۵۰۲ است، عیسای کودک را در حالی نشان می‌دهد که از یک پرندهٔ سهره (نماد تصلیب) به هراس آمده‌است. شمایل سرزندهٔ کودک بعدها توسط رافائل در اثر Bridgewater Madonna الگوبرداری شد. پیکرهٔ مریمِ بروژ در هنگامی که آفریده می‌شد، برخلاف دیگر پیکره‌ها مریم را در حالی نگاریده که به داشتن عیسای خود مباهات می‌کند. اینجا، عیسای کودک با در دست گرفتن دستان مادرش آرامش یافته‌است. دونی توندو (Doni Tondo) که خانوادهٔ مقدس را نشان می‌دهد، دارندهٔ همگیِ شناسه‌های سه اثر نامبرده می‌باشد: حاشیه آرایی چهره‌ها در زمینه دارای ویژگی‌های یکنقش‌برجستهٔ کم ژرفاست، در حالی که قابِ گرد و فُرم‌های پویای آن یادآور «تادئو توندو» ست. حالت لمیده‌ای که در مدونای بروژ دیده می‌شود، در این نگاره نیز مورد تأکید قرار گرفته‌است. این نگاره، خبر از فُرم‌ها، حرکت‌ها و رنگ‌هایی می‌دهد که شش سال بعد بر سقف پرستشگاه سیستین نگاریده شدند.

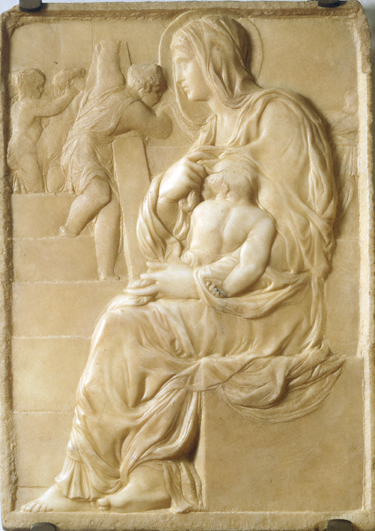
مریم پله‌ها (Madonna of the Steps) آفریده شده در ۰۲_۱۴۹۰
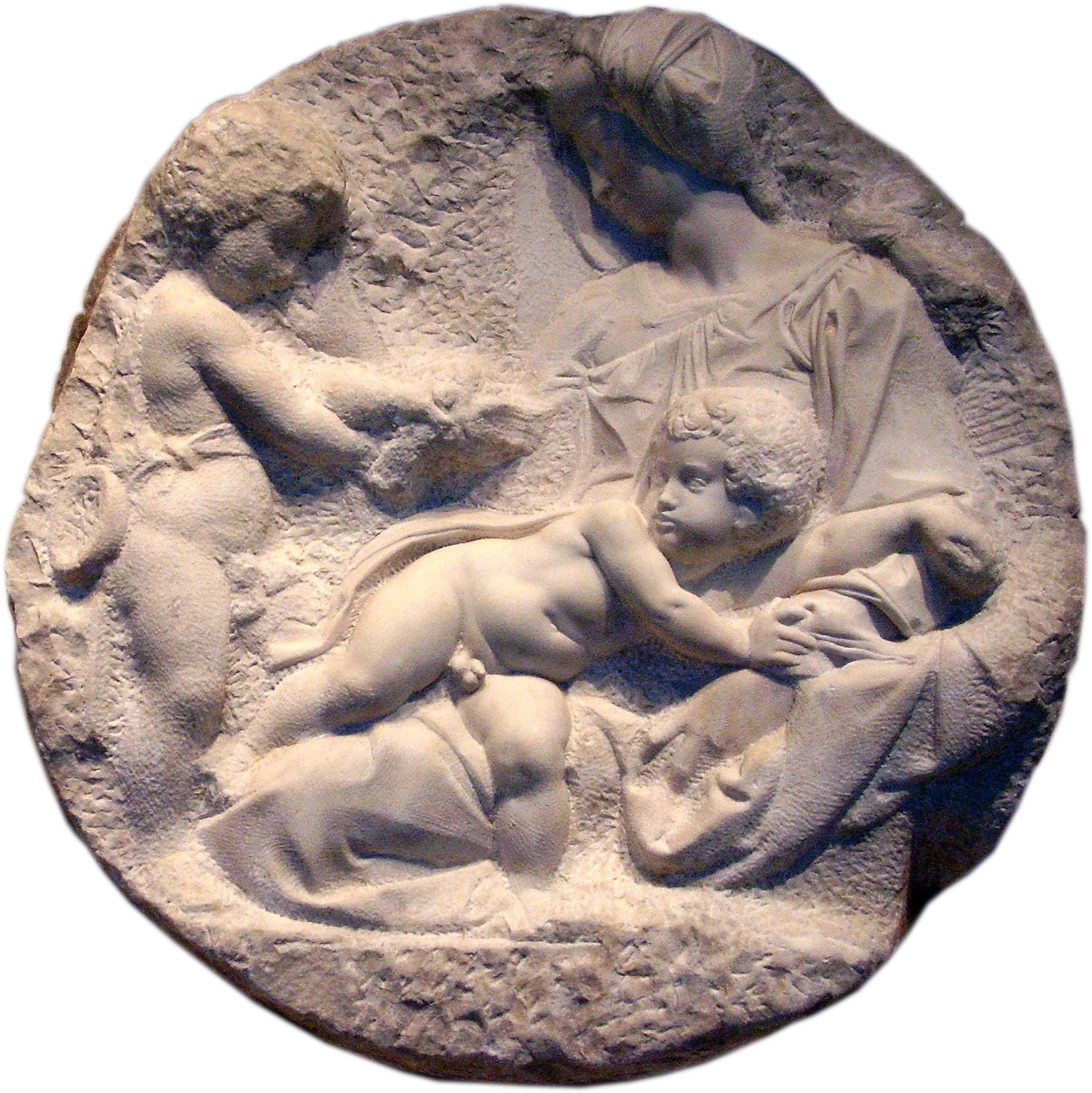
تادئو توندو∗ (Taddeo Tondo) آفریده شده در ۱۵۰۲
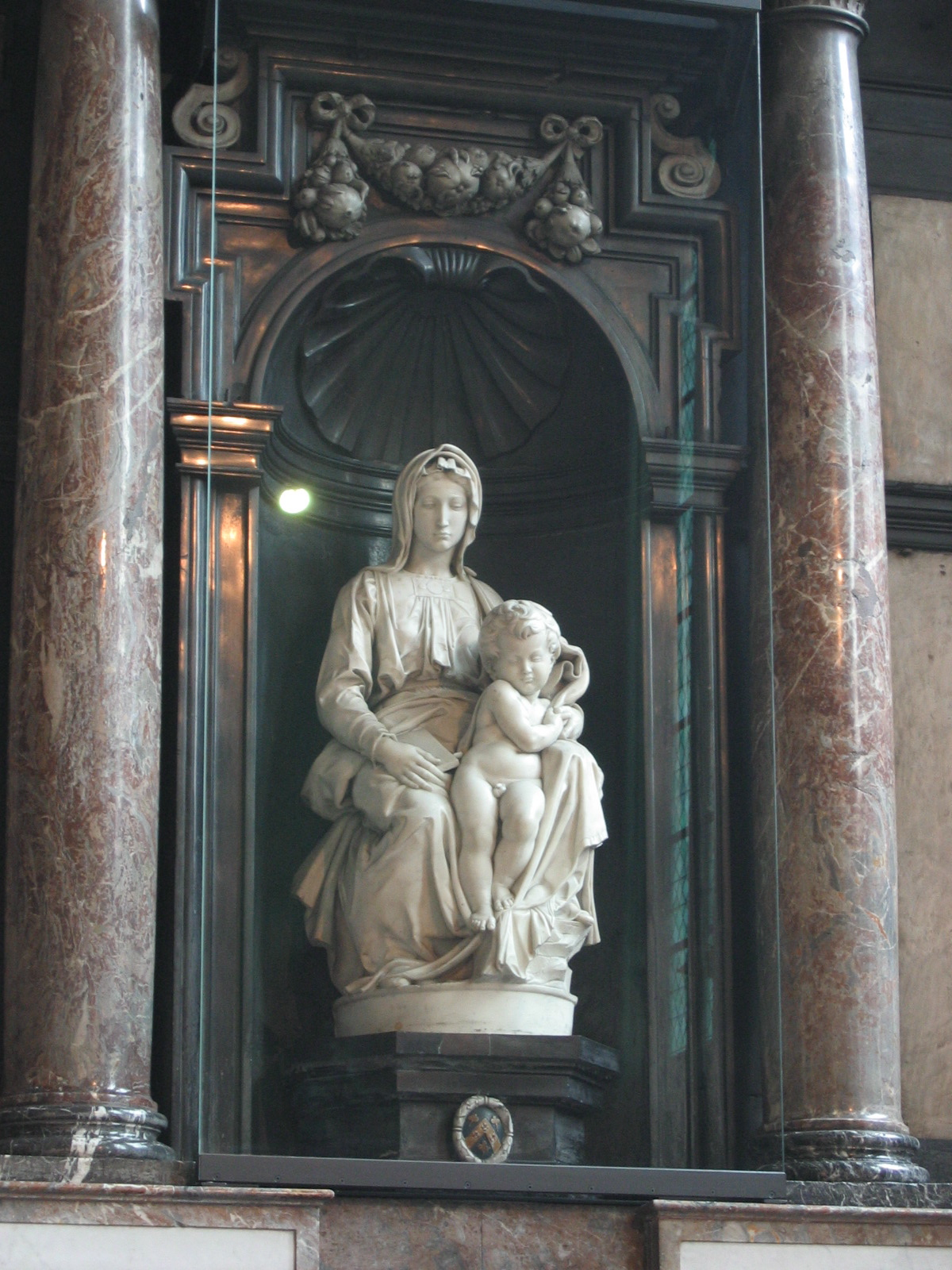
مدونای بروژ (Madonna of Bruges) آفریده شده در ۱۵۰۴
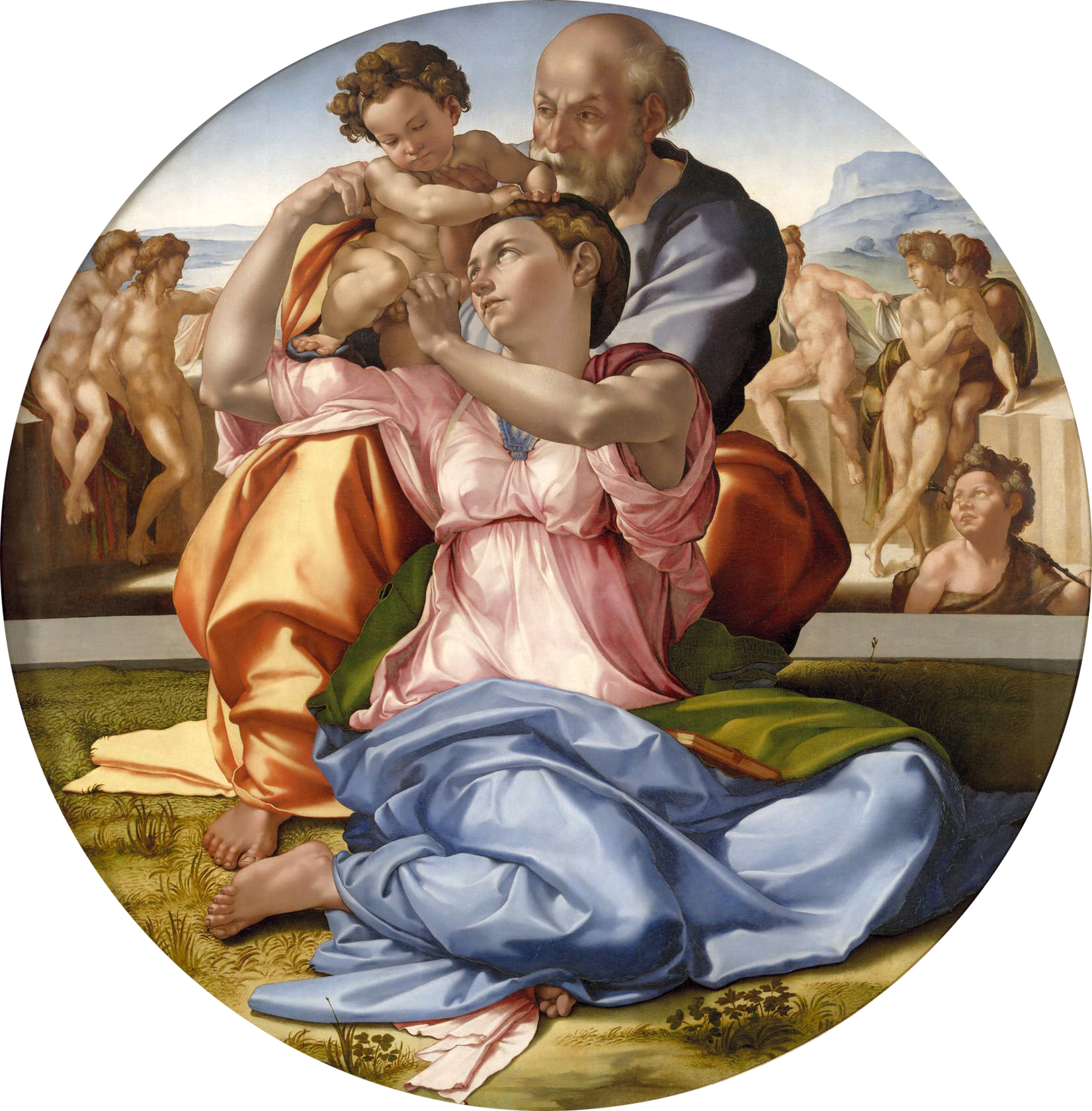
دونی توندو یا خانواده مقدس (Doni Tondo) آفریده شده در ۰۶_۱۵۰۴

### پیکرهای مردانه
فرشتهٔ زانو زده (The Kneeling angel) از کارهای آغازین او و یکی از چندین پیکره ای است که بخشی از طرح آرایشی بزرگ برای آرکای سن دومنیکو در کلیسای مختص به قدیس دومنیکو در بولونیا را تشکیل می‌دهد. [در گذشته] شماری چند از دیگر هنرمندان از زمان نیکولا پیسانو در سدهٔ ۱۳ نیز بر روی طرح آرایشیِ آرکای سن دومنیکو (که آرامگاه قدیس دومنیکو است) کوشش نموده بودند. در پایان سدهٔ ۱۵اُم، این پروژه توسط نیکولو دلارکا رهبری شد. فرشته ای که در دستش یک شمعدانی نگه می‌دارد توسط نیکولو آفریده شده و در سمت راست گور نامبرده جای دارد و در سمت چپ آن نیز، فرشته زانو زدهٔ میکل آنجلو (آنژ) جای دارد ولی با فرشتهٔ نیکولو دگرگونگش (تفاوت) بزرگی دارد. تندیسِ نخستین، کودکی ظریف و خوشگل با موهای روان را نشان می‌دهد که جامه ای گشاد به سبک گوتیک پوشیده‌است اما تندیس میکل آنژ جوانی نیرومند و عضلانی با بال‌های عقاب را نشان می‌دهد که به شیوه کلاسیک جامه پوشیده‌است. همه ویژگی‌های فرشتهٔ میکل آنژ پویاست. باخوسِ میکل آنژ نیز یک سفارش با سوژه ای خاص بود یعنی خدای شراب یونان باستان. این پیکره همه ویژگی‌های سنتی را در خود دارد؛ در این پیکره یک تاج گل آراسته به برگ تاک [که سر وی را پوشانده]، یک جام شراب در دست راست و یک فائون افسانه ای در سمت چپ وی (که سرگرم خوردن خوشهٔ انگورهایی است که از دست چپ باخوس آویزان اند؛ همچنین در همین دستش، پوستی از ببر را نیز در دست دارد) دیده می‌شود؛ اما میکل آنژ قدری واقع گرایی نیز به این تندیس افزوده‌است به طوری که چشمانش را تار و مثانه اش را آماسیده نشان داده و ژست و ایستایی اش را نیز چنان تراشیده که گویی بر روی پای خود تعادل ندارد. هرچند این کار به سادگی از پیکرتراشی کلاسیک الهام گرفته‌است اما به خاطر حرکت گِرد خود و کیفیت سه بعدی نیرومندش که بیننده را برمی‌انگیزد از هر زاویه بدان نگاهی افکند، دستاوردی خلاقانه بوده‌است. در تندیسی که به برده محتضر نامدار است، میکل آنژ باری دیگر از تکنیک کُنتراپوستو∗در تراشیدن پیکر برای نمایاندن حالت خاص انسانی_ در اینجا برای نمایاندن بیدار شدن برده از خواب_ بهره گرفت؛ این پیکره و نیز پیکرهٔ برده شورش گر برای آرامگاه پاپ ژولیوس دوم آفریده شدند اما اکنون در موزه لوور جای گرفته‌اند. این دو دستاورد بعدها توسط اگوست رودن که آنان را در لوور مورد کنکاش و پژوهش قرار داد، اثری ژرف بر پیکرتراشیِ پس از خود نهادند. «بردهٔ دست بسته» نیز یکی از آخرین پیکره‌هایی بود که به جهت آرامگاه پاپ تراشیده شد. این سه پیکر واپسین که روی هم رفته اسیران یا بردگان (The captives) نامیده می‌شوند، هر یک نمایانگر بردگانی اند که برای رهانیدن خود از سنگی که بدان بسته شده‌اند، می‌ستیزند. این آثار بینشی خاص به فنون پیکرتراشی ای که میکل آنژ به کار گرفت، دادند.

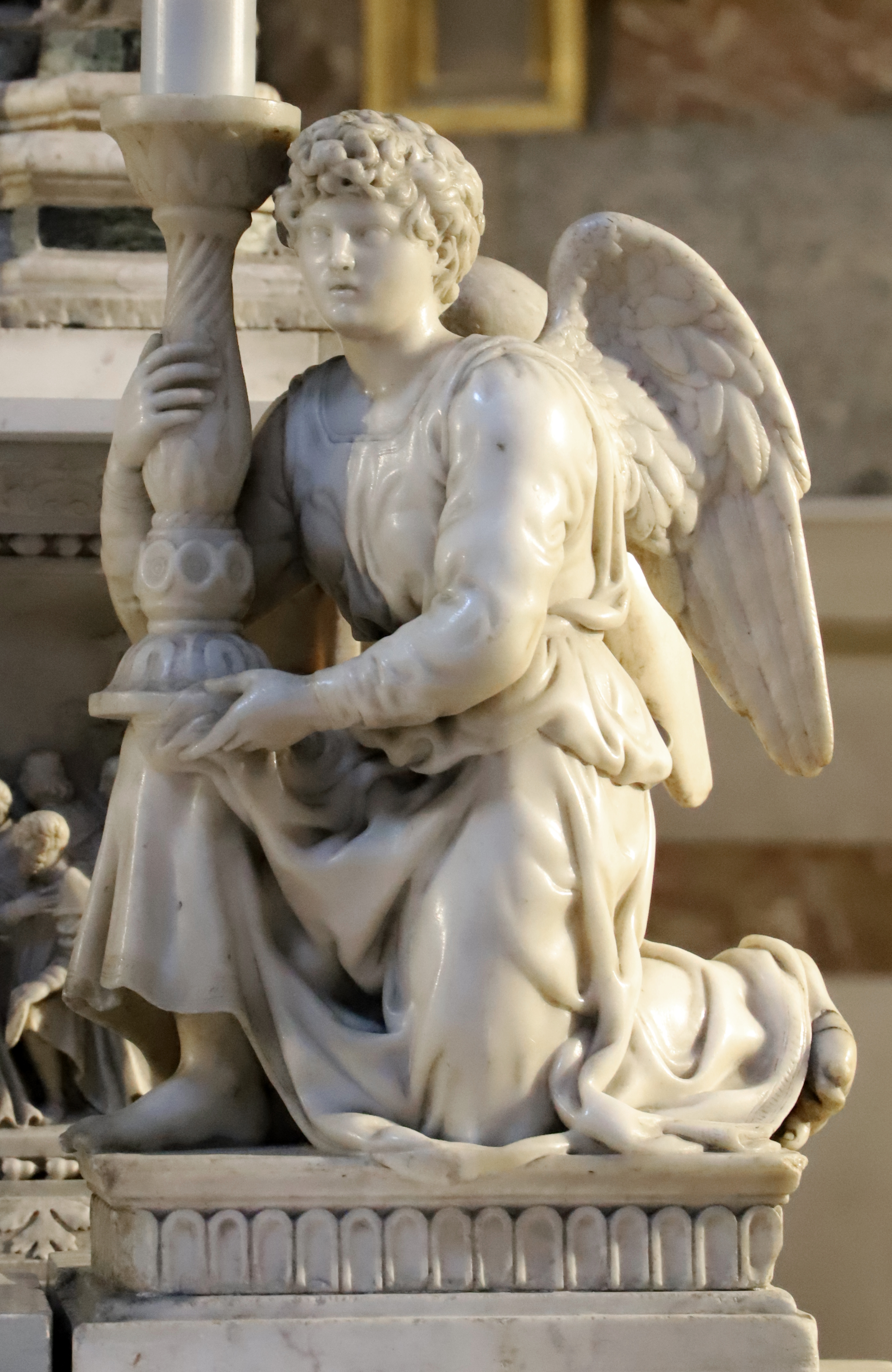
فرشته زانو زده (The Kneeling Angel) آفریده شده در ۹۵_۱۴۹۴
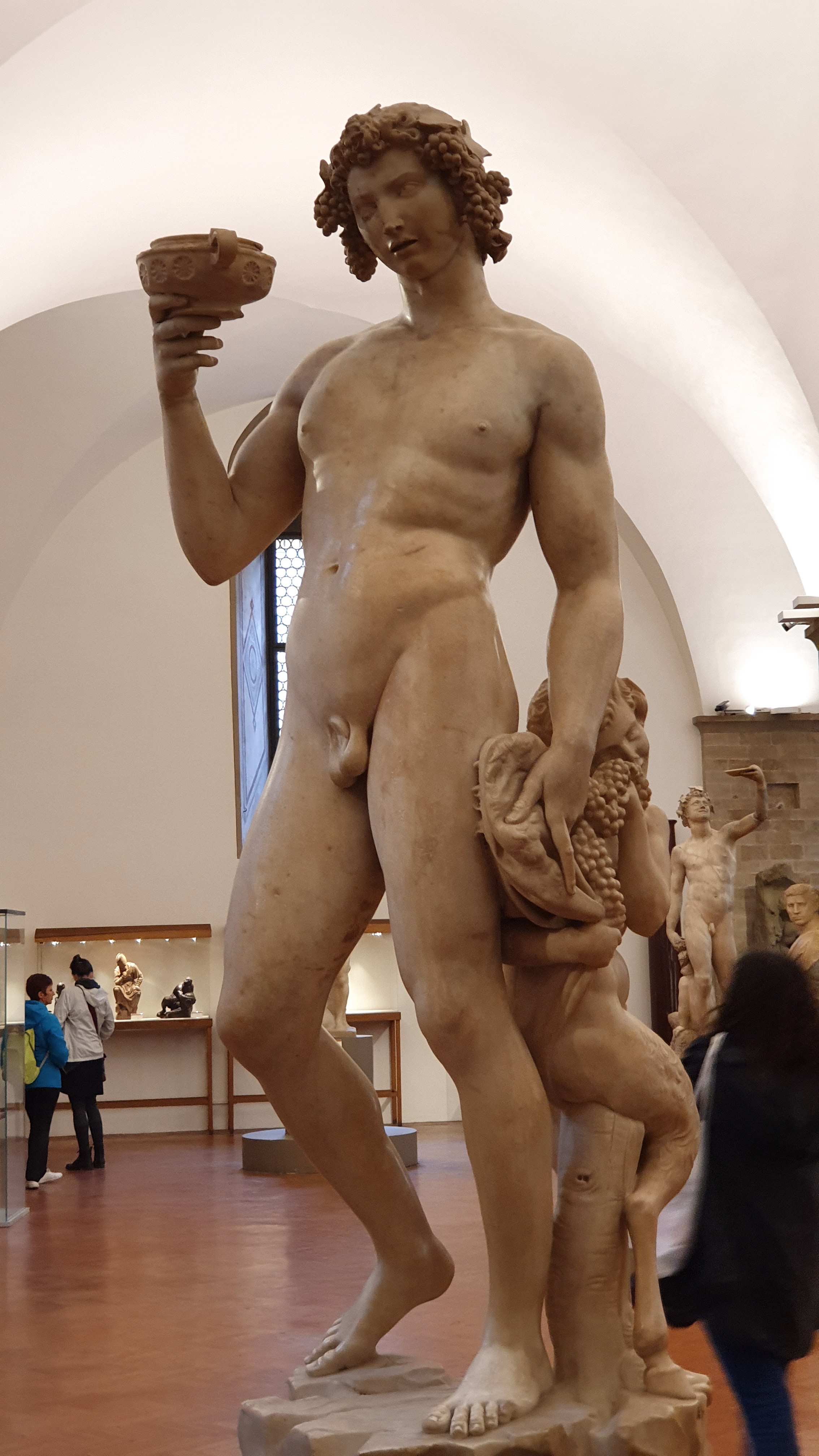
دیونوسوس یا باخوس (Bacchus) آفریده شده در ۹۷_۱۴۹۶
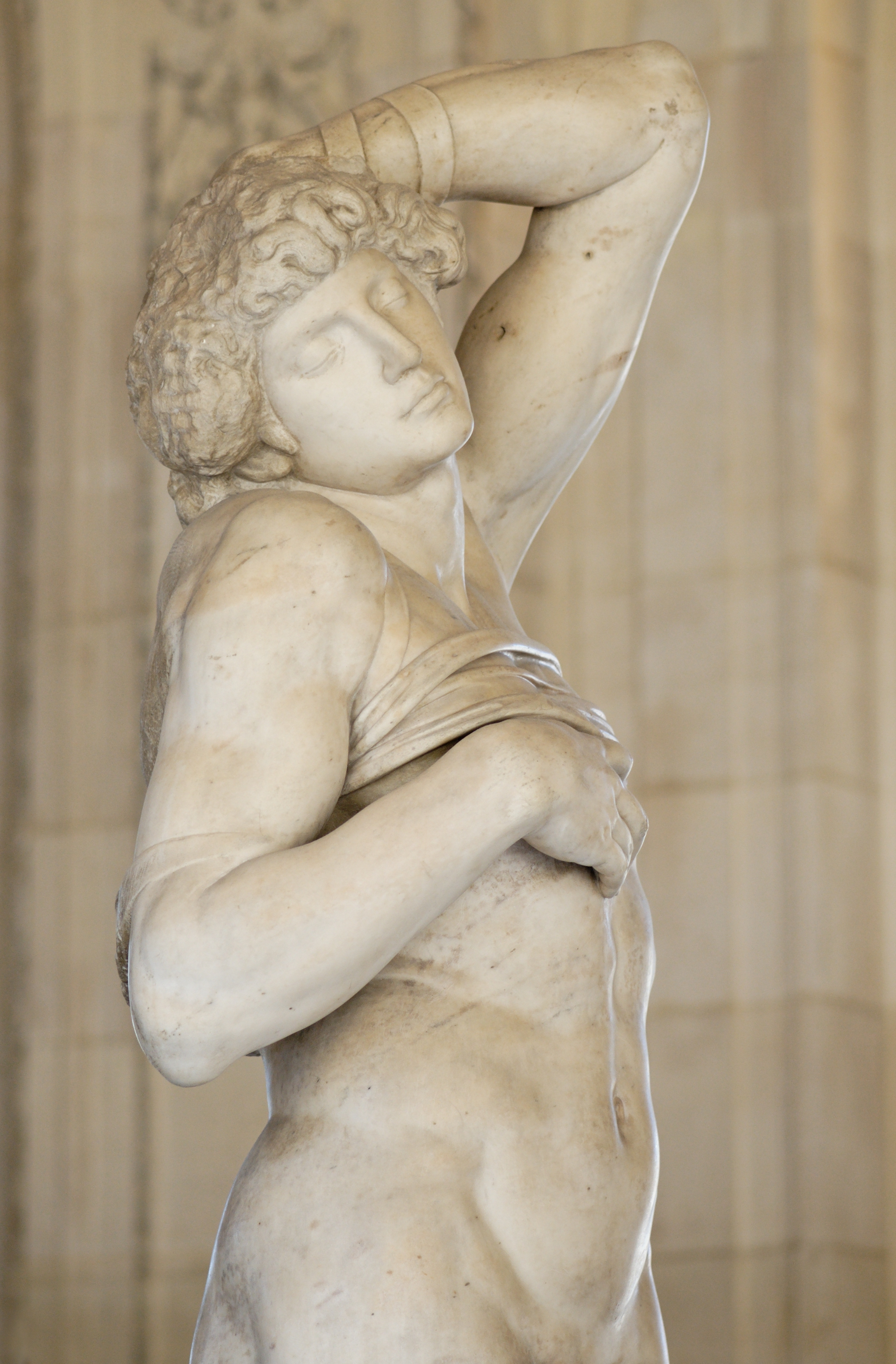
برده محتضر (Dying Slave) آفریده شده در ۱۵۱۳
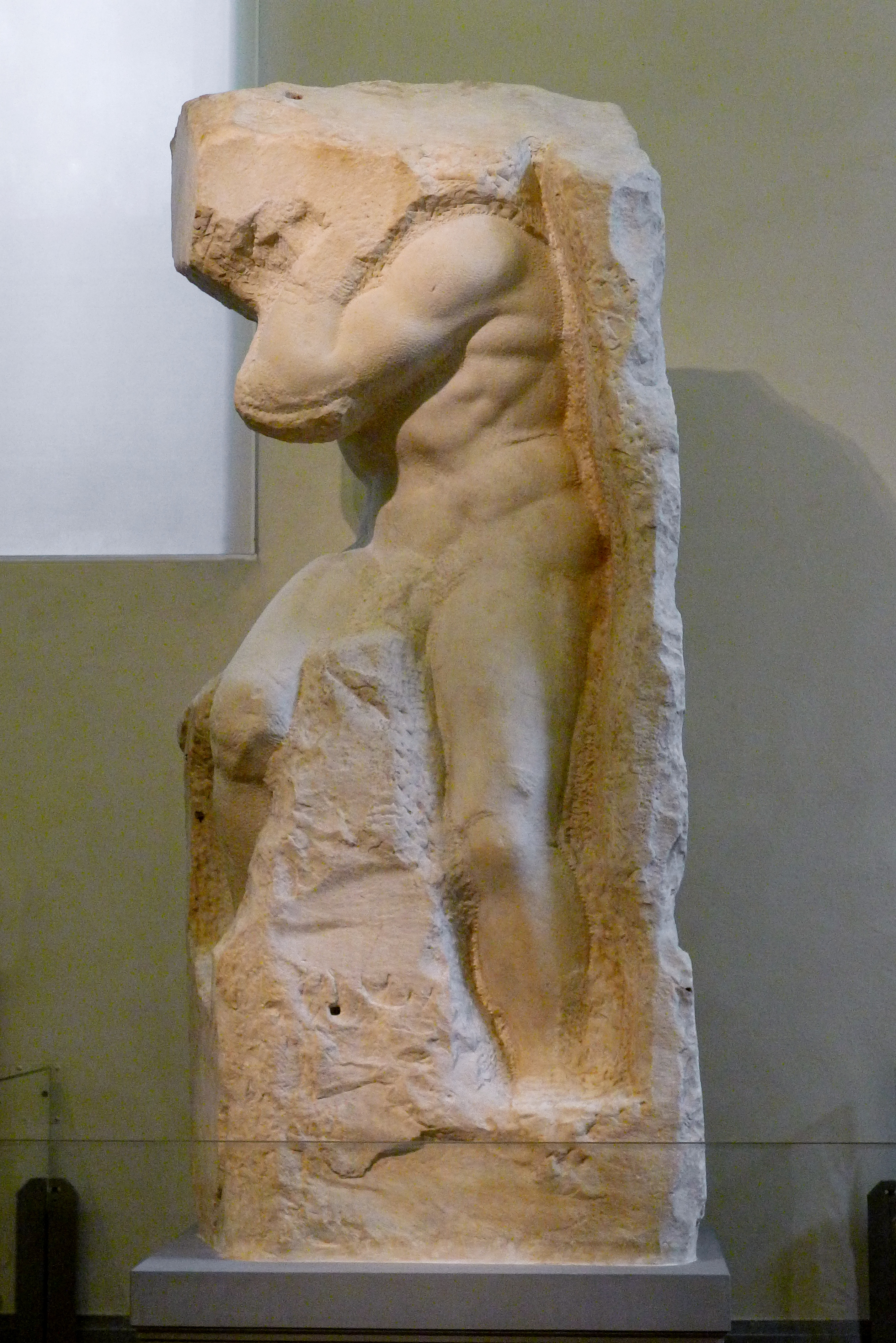
برده دست بسته (Bound Slave) آفریده شده در ۳۴_۱۵۳۰

### سقف پرستشگاه سیستین
سقف پرستشگاه سیستین بین سال‌های ۱۵۰۸ تا ۱۵۱۲ نگارگری (نقاشی) شد. این سقف یک طاق آهنگ مسطح شده‌است که به دوازده سه گوش کروی ای تکیه دارد که از میان پنجره‌های پرستشگاه سر برمی‌آورند. در آغاز سفارش این کار، چنان‌که پاپ یولیوس دوم در مخیلهٔ خود گنجانده بود، این بود که دوازده سه گوش کروی را با نگارهٔ حواریون دوازده‌گانه بیاراید. میکل آنجلو (آنژ) که خواست و شوقی نسبت به این کار نداشت پاپ را متقاعد نمود که به وی آزادی عمل بدهد.  نتیجهٔ طرح، معاصرانِ خود را به شگفتی واداشت و همواره الهام بخش هنرمندان دیگر بود. این طرح دربرگیرندهٔ نُه نقاشی پانل است که فصل‌هایی از سِفر پیدایش را بر روی سقف به نگارش می‌کشاند. بر روی سه گوش‌های کروی نیز، میکل آنژ به جای حواریون دوازده‌گانه ای که پاپ پیشنهاد کرده بود، دوازده پیامبر-هاتف (شامل هفت پیامبر و پنج هاتف) را پیشنهاد نمود؛ دوازده نفری که آمدن مسیحا را پیشگویی کردند.

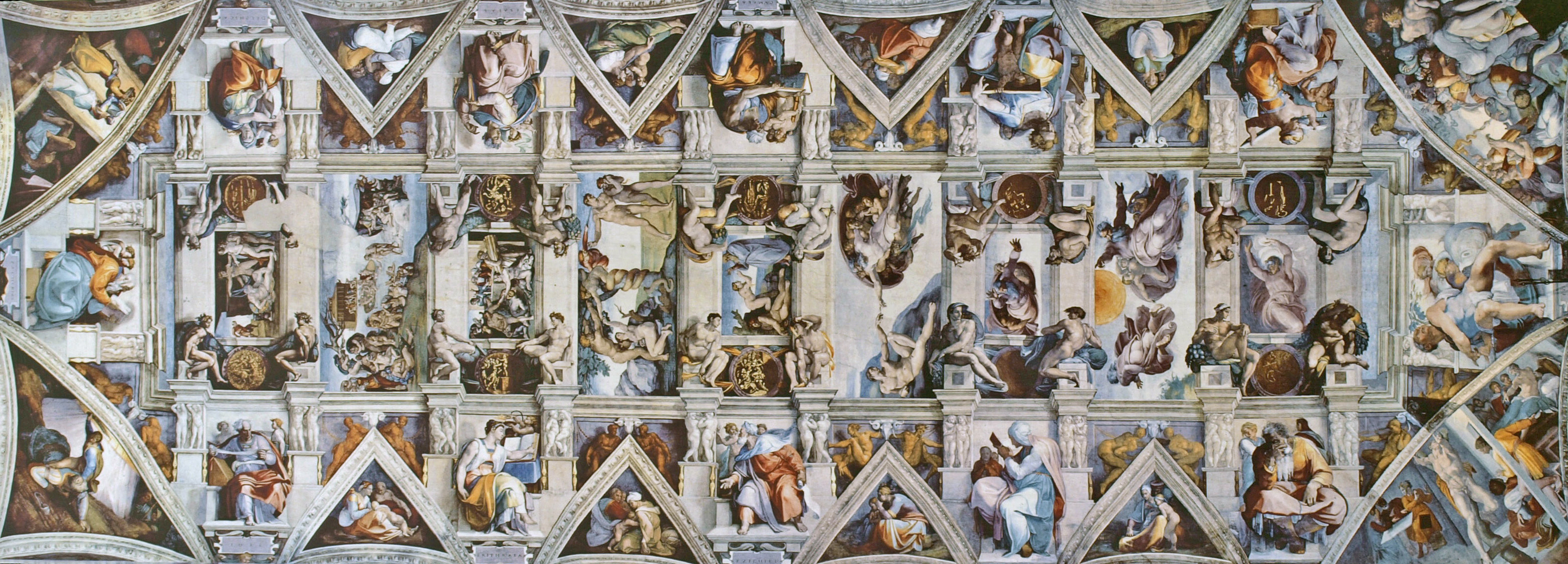
سقف پرستشگاه سیستین (۱۵۱۲_۱۵۰۸) به سفارش پاپ یولیوس دوم.

میکل آنژ اما نگارگری را با روایت‌های جلوتر سفر پیدایش (نه از آفرینش زمین) آغاز نمود، یعنی داستان مست کردن نوح. در نگاره (نقاشی)های بعدی نیز _که پس از برچیده شدن داربست‌ها انجام گرفتند_ میکل آنژ نگاره‌ها را بزرگ‌تر ترسیم کرد. یکی از نگاره‌های میانی سقف یعنی آفرینش آدم، از نامدارترین و تقلید شده‌ترین فراوردهٔ هنری در تاریخ هنر است. آخرین نگاره یعنی جدایش روشنایی از تاریکی توسط خدا، از دیگر نگاره‌ها بزرگتر است و در یک روز کار آن انجام یافته‌است. به عنوان مدلی که آفرینندهٔ اثر را نشان دهد، میکل آنژ خود را نیز در یکی از نگاره‌ها (ارمیای پیامبر) نگاریده است. 

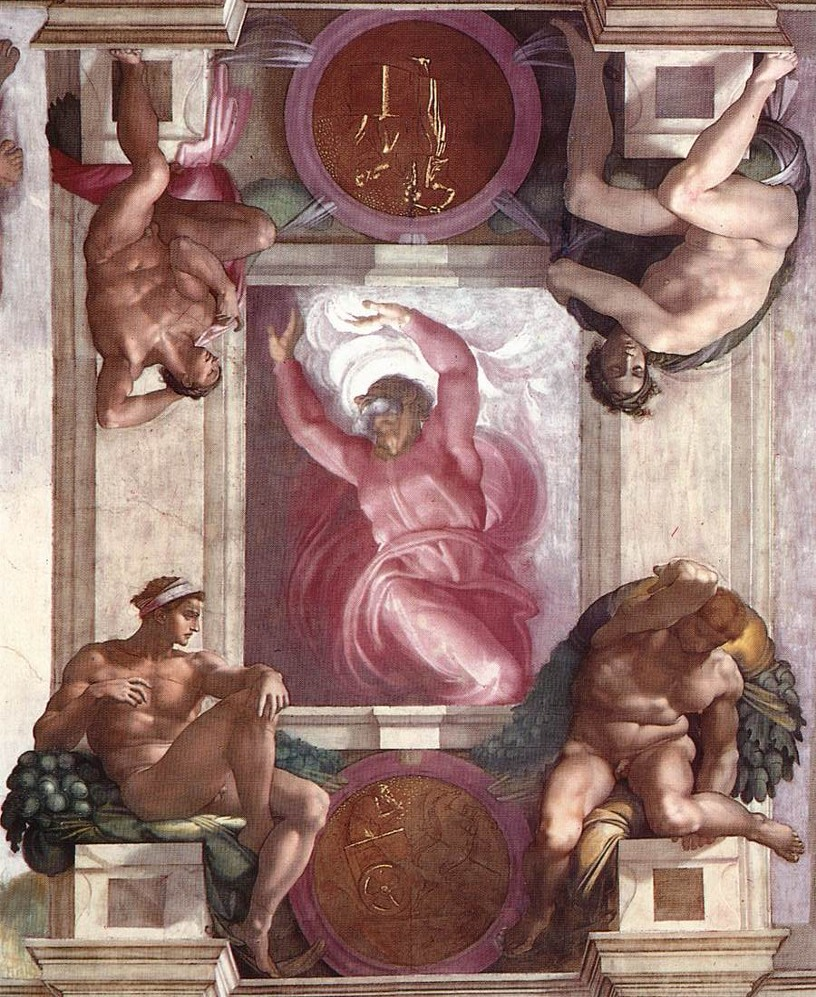
نخستین روز آفرینش
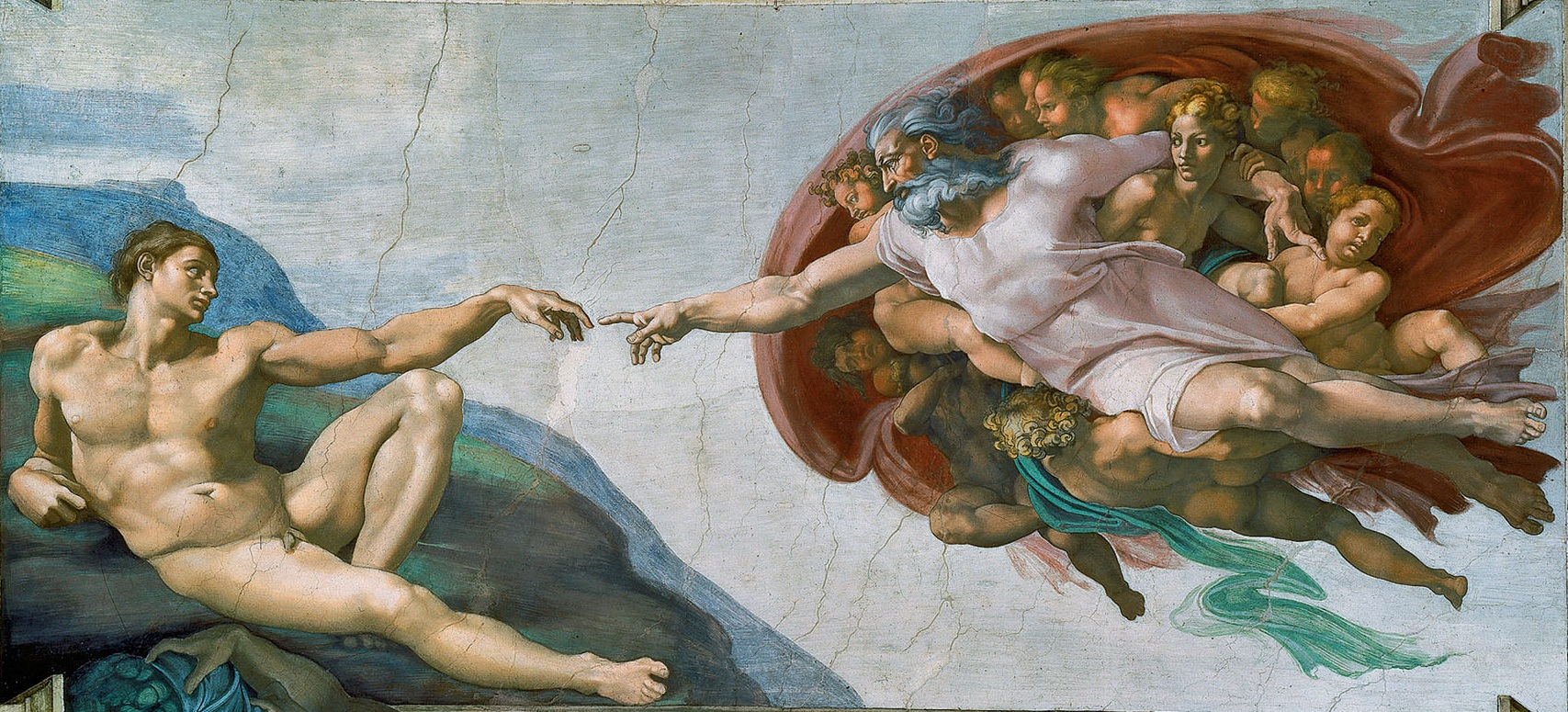
آفرینش آدم (۱۵۱۰)
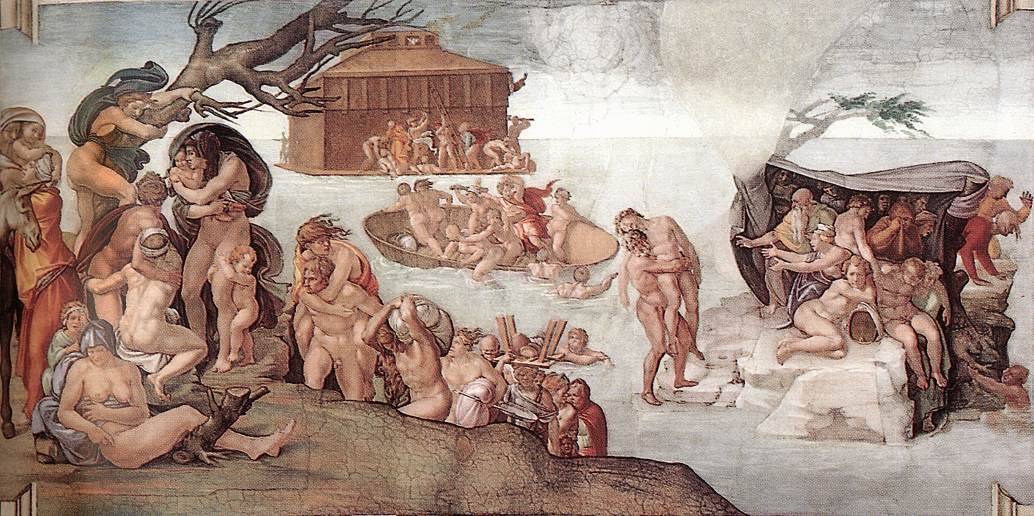
سیل بزرگ
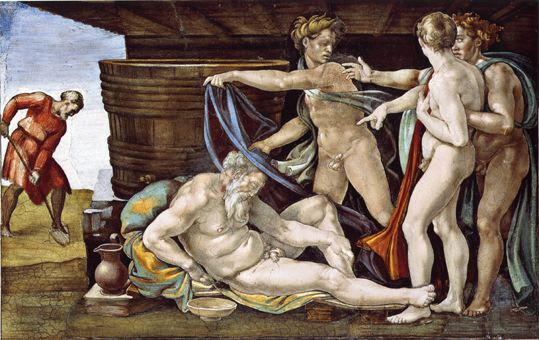
مست کردن نوح

برای محکم کاری و آرایش نگاره‌های کوچکتر، میکل آنژ بیست جوانی _که به عنوان فرشتگان یا الهام بخش‌ها یا صرفاً تزئینات اضافی تفسیر می‌شوند_ را نیز نگاریده است. میکل آنژ از آنان با نام اینیودی∗ یاد کرد. در فرایند نگارگری سقف، میکل آنژ پژوهش و کنکاش‌هایی بر اشکال گوناگون انجام داد، که برخی از آن‌ها از جمله هاتف اهل لیبی، نشانگر دقتی است میکل آنژ در ریزه کاری‌ها (برای نمونه دست‌ها و پاها) داشته‌است. ارمیای پیامبر که به سرنگونی اورشلیم می‌اندیشد، نگارهٔ خودِ هنرمند است. 

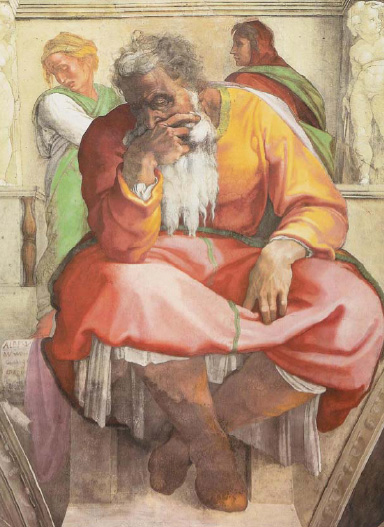
ارمیای نبی که میکل آنژ در حقیقت صورت خود را بر وی نگاریده است (۱۵۱۱)
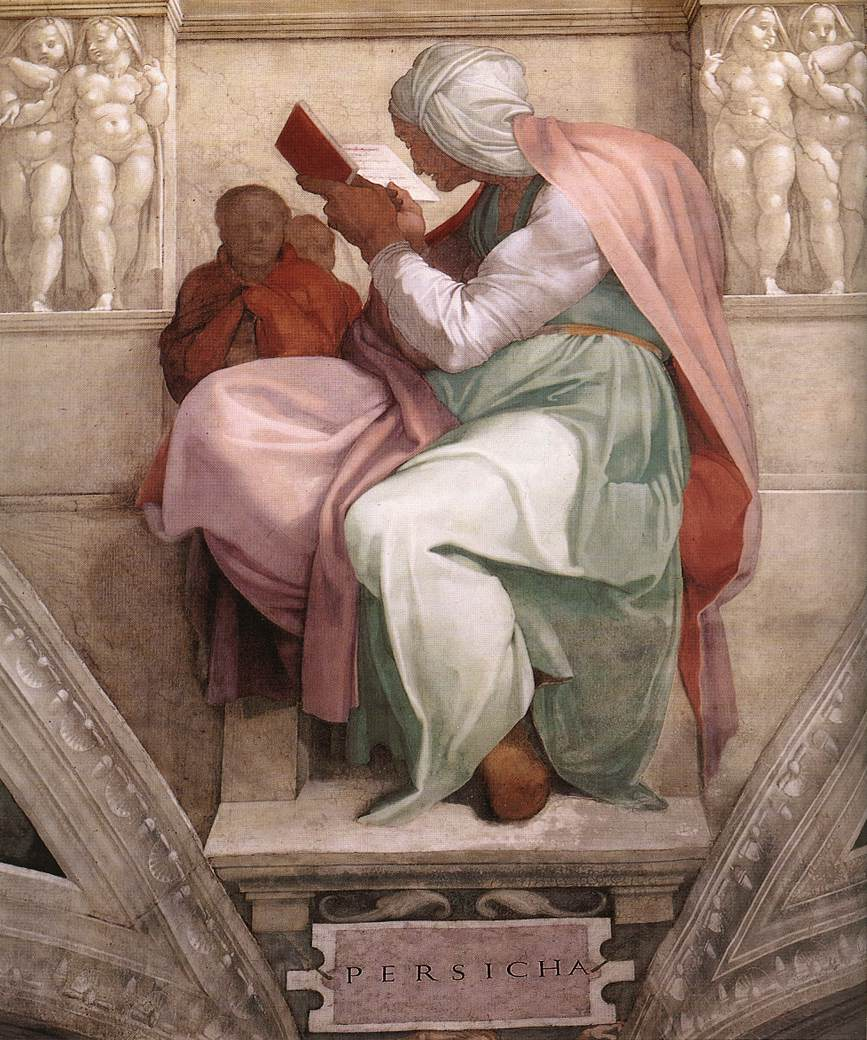
هاتف پارسی
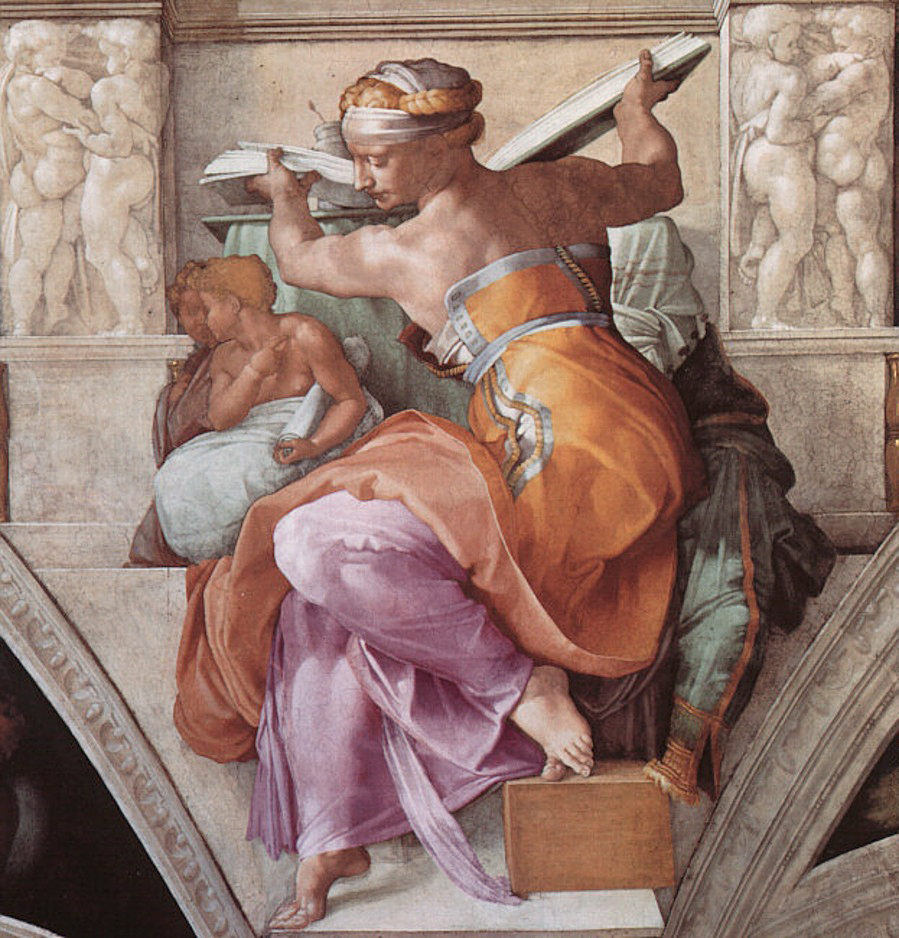
هاتف اهل لیبی (۱۵۱۱)
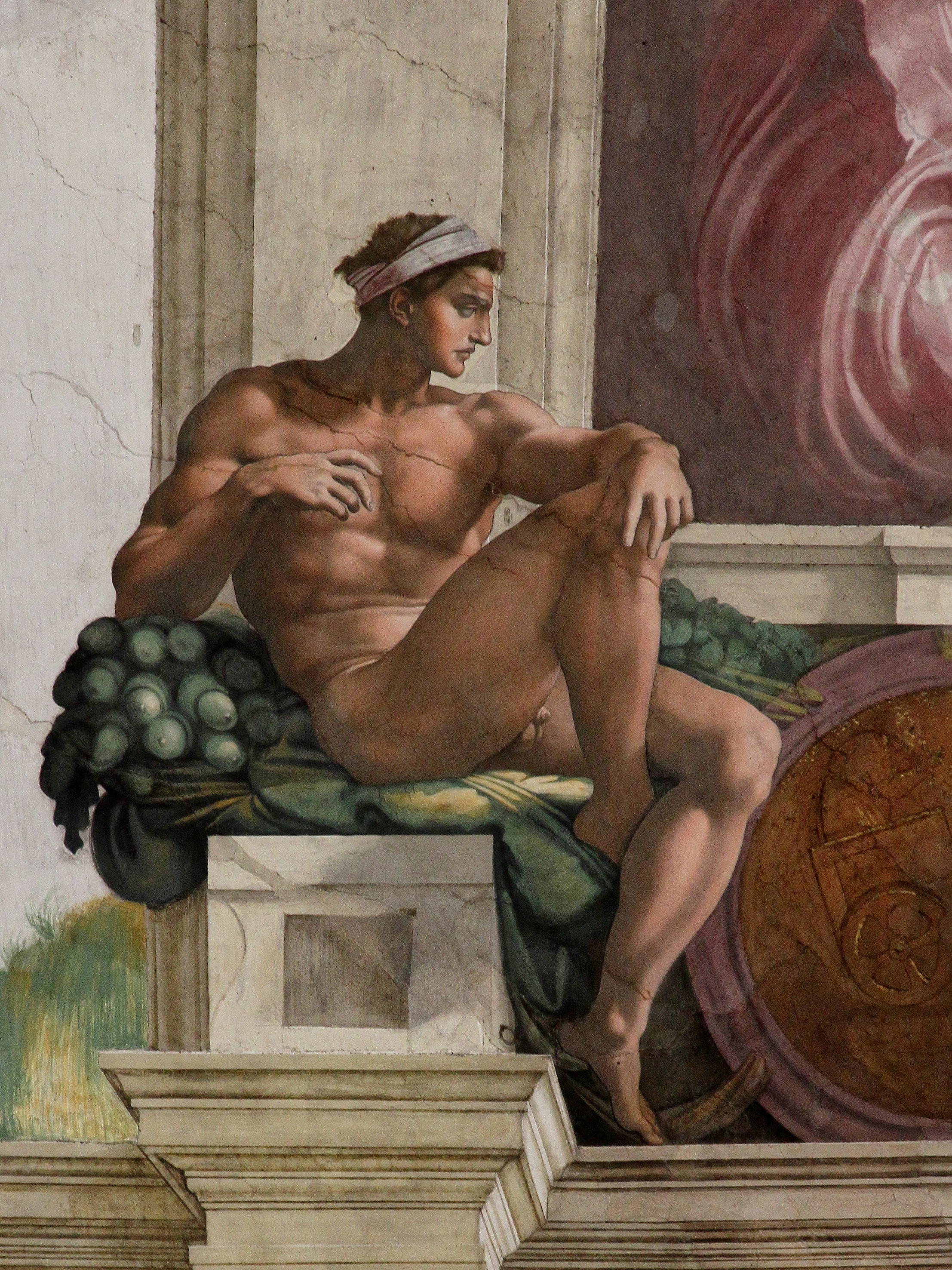
یکی از بیست اینیودی∗‌های برهنه

## نگارخانه

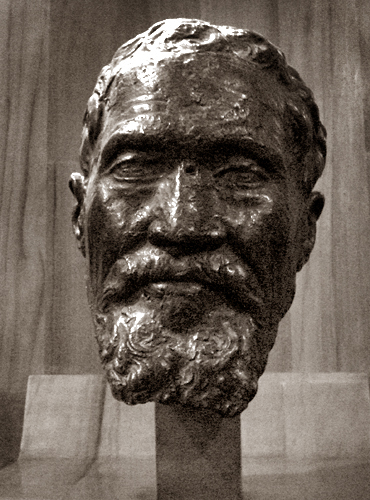
یکی از چندین پرترهٔ میکل آنجلو(آنژ)، اثر دنیله دا وولترا.
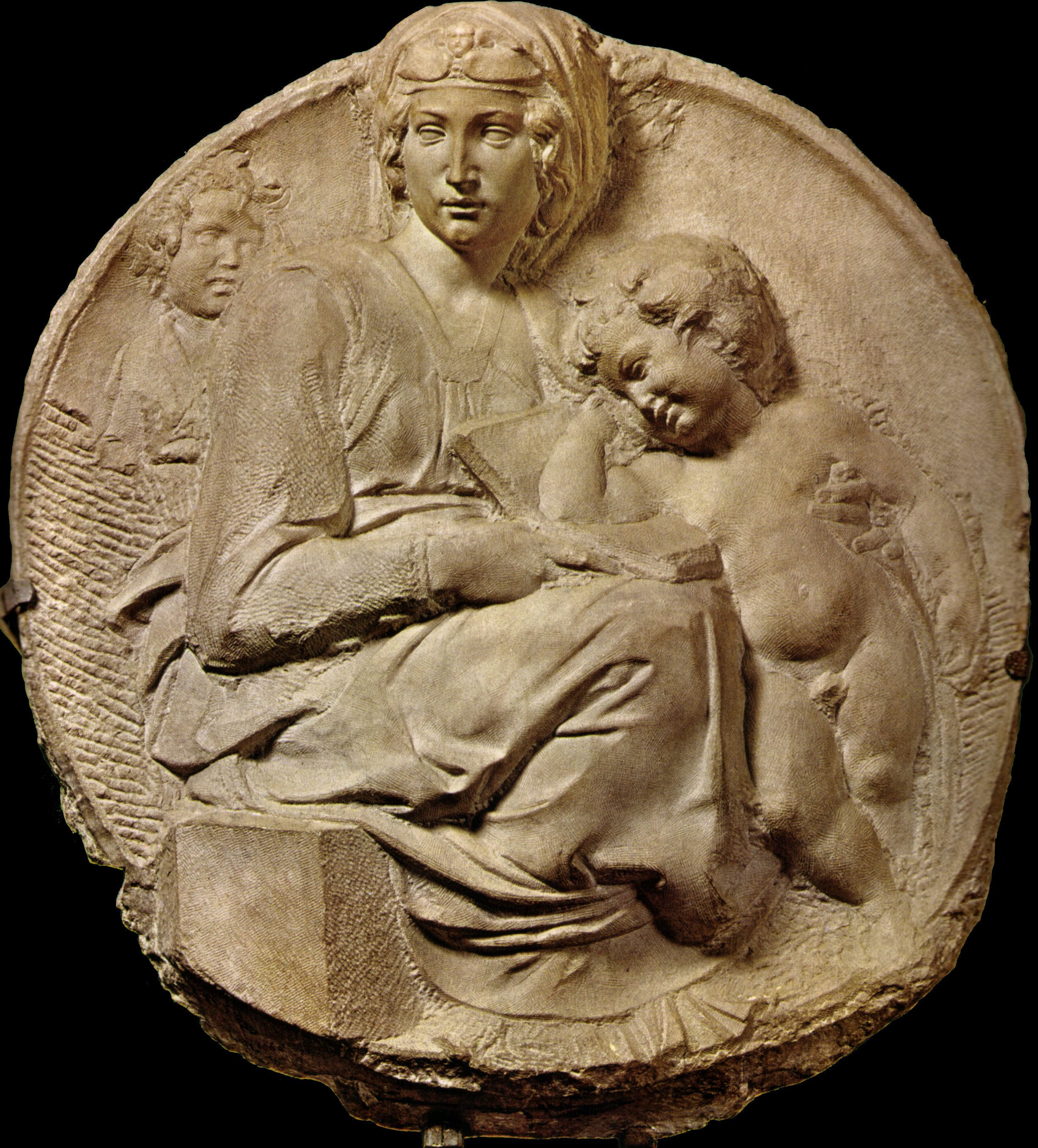
توندو∗ پیتی (tondo pitti) یک توندوی مرمرین (85x82 سانتی متر) از میکل آنجلو(آنژ) است که حدوداً بین ۱۵۰۳ تا ۱۵۰۴ ساخته شده و در موزهٔ ملی بارجلو∗ در فلورانس جای دارد.
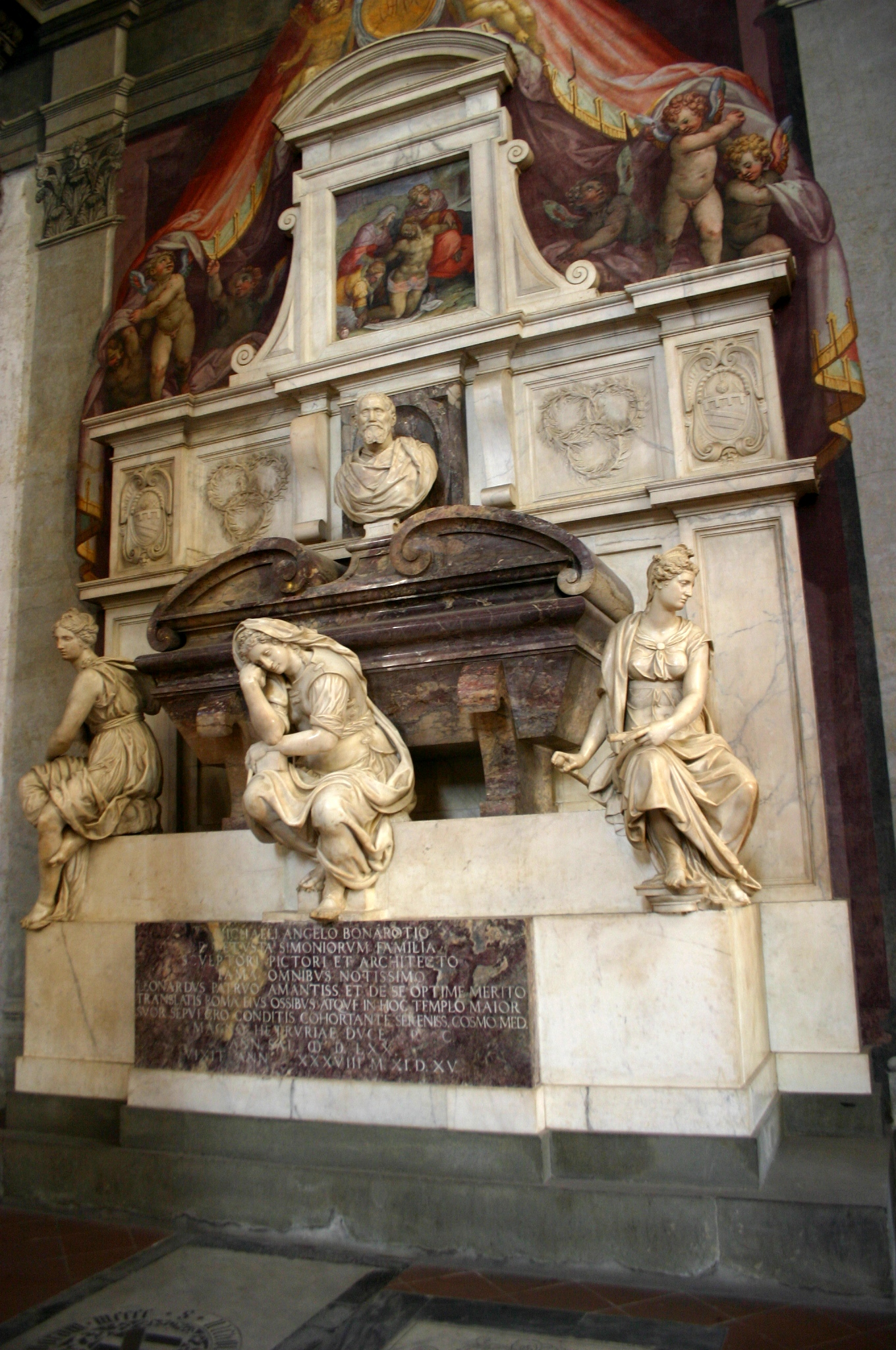
آرامگاه وی در بازیلیکای سانتا کروچه.
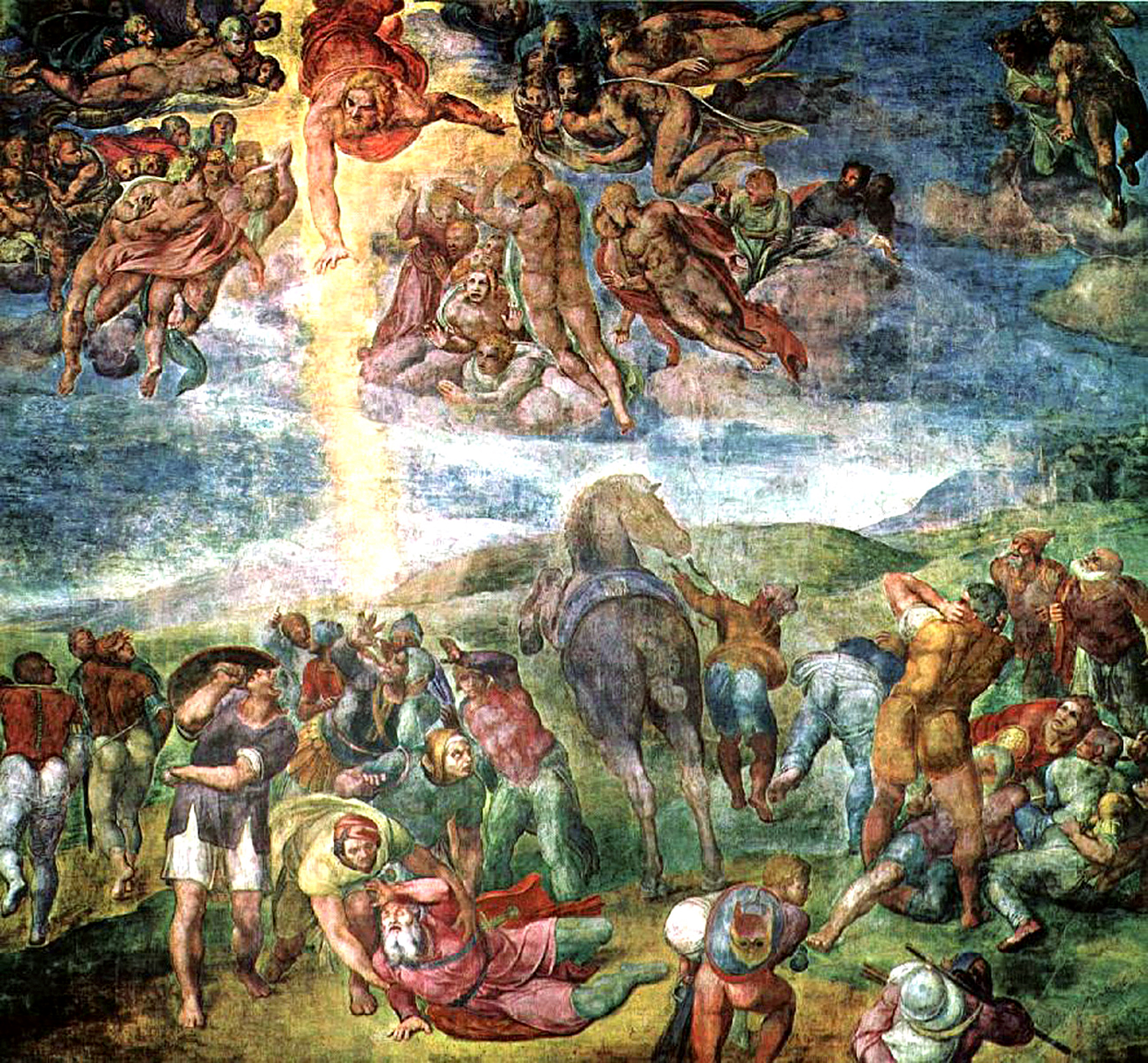
فرسکویی از میکل آنجلو(آنژ) که بین ۱۵۴۲ تا ۱۵۴۵ نگاریده شد و در پائولین چَپل (Pauline Chapel) در شهر واتیکان واقع گردیده‌است. این نگاره لحظه ای را به تصویر می کشانَد که در آن پولس حواری در سر راهش به دمشق به مسیحیتگروید.
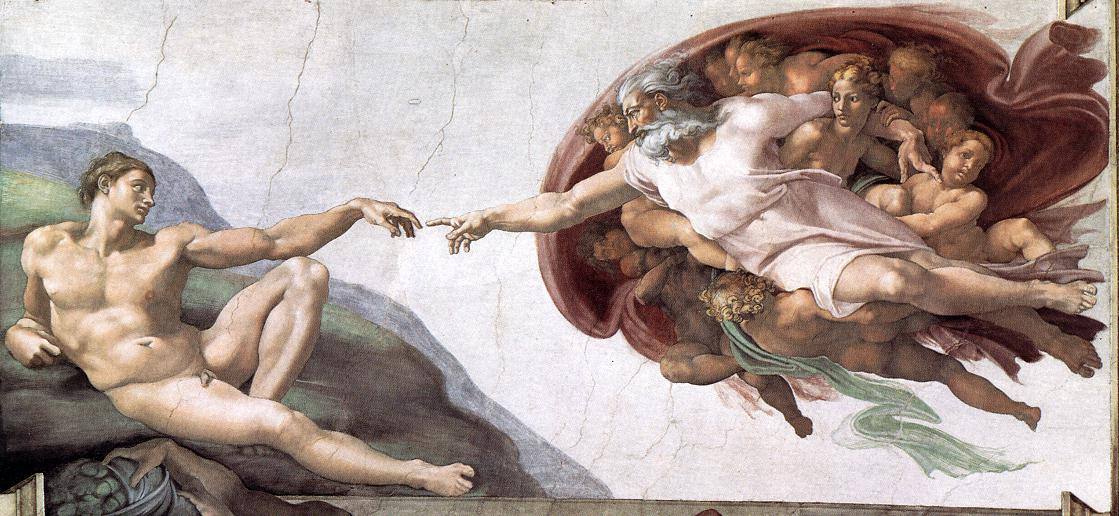
آفرینش آدم بخشی از نگاره ای است که بر سقف کلیسای سیستین نگاریده شده‌است.
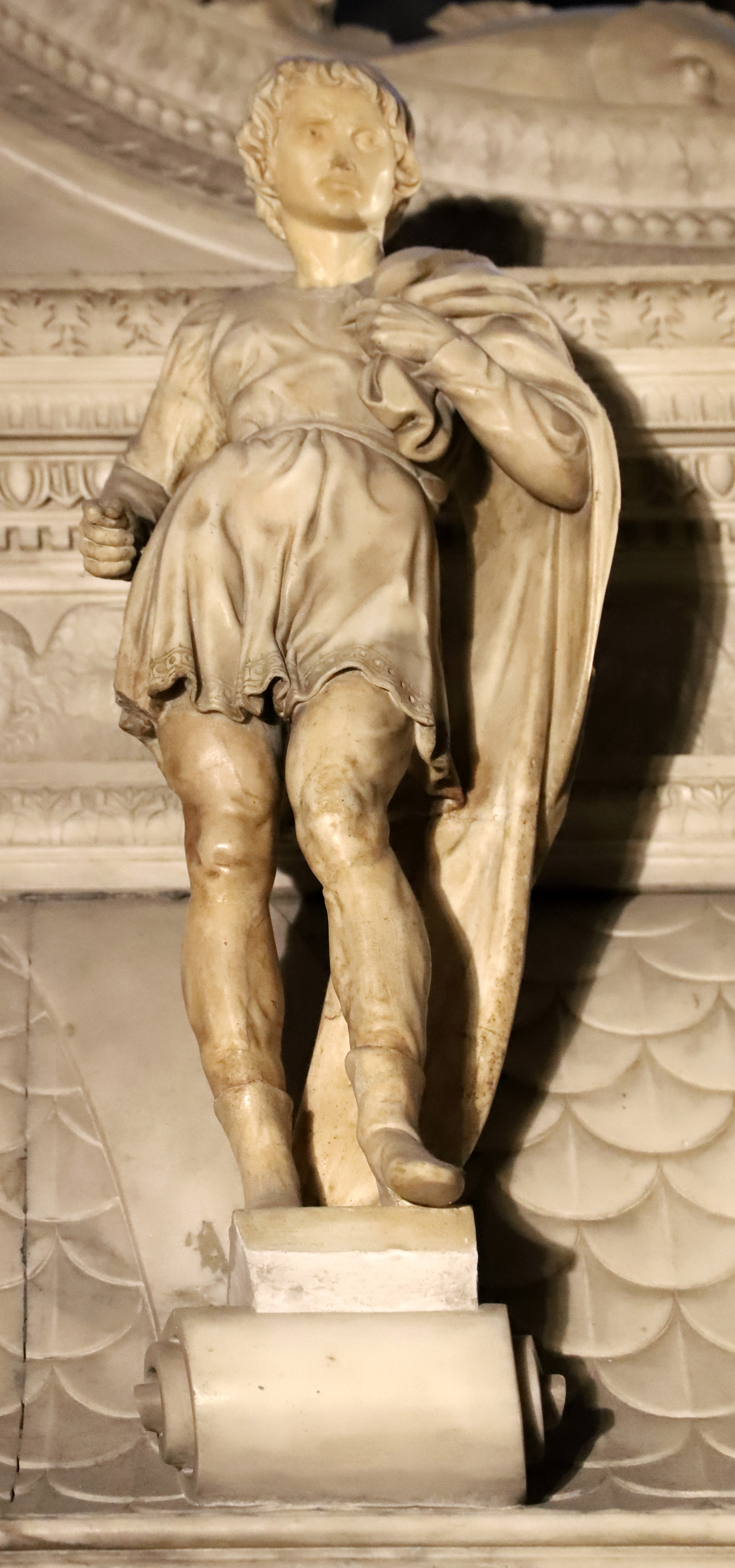
قدیس پروکلوس (St.Proclus) تندیسی از وی با ارتفاع ۵۸٫۵ سانتی متر است که بین ۱۴۹۴ تا ۱۴۹۵ ساخته شد و اکنون در بازیلیکای سن دومنیکو در بولونیا واقع است. قدیس پروکلوس یک شهیدِ راه مسیحیت اهل بولونیا بود.
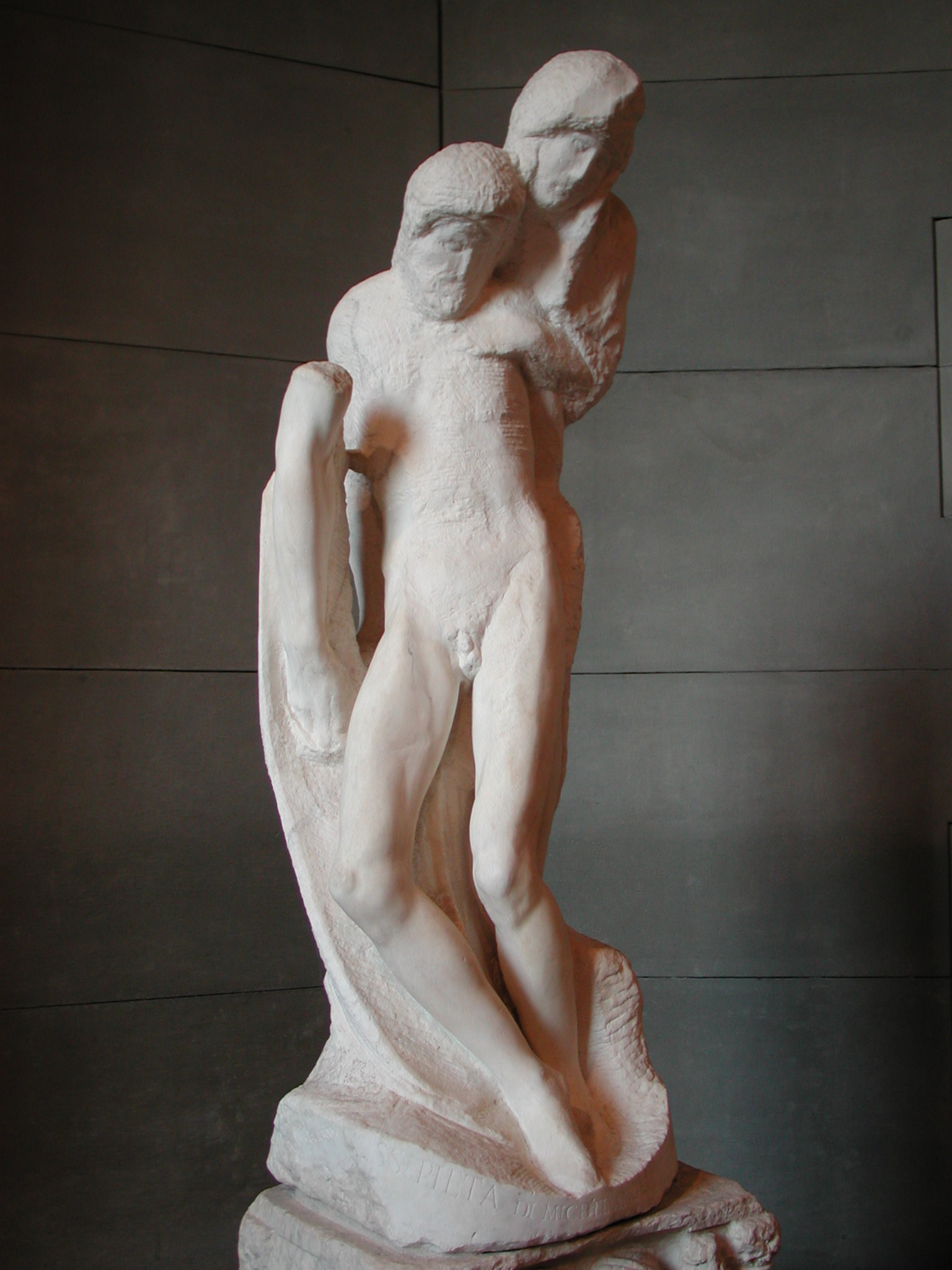
پیه تا روندانینی (pietà rondanini) تندیسی مرمرین از وی به ارتفاع ۱۹۵ سانتی متر است که نسخهٔ اولیه اش در ۵۳_۱۵۵۲ تراشیده شد و سپس از حدود ۱۵۵۵ تا ۱۵۶۴ بار دیگر روی آن کار شد. امروزه در موزهٔ قصر سفورزا در میلان نگه داری می‌شود.
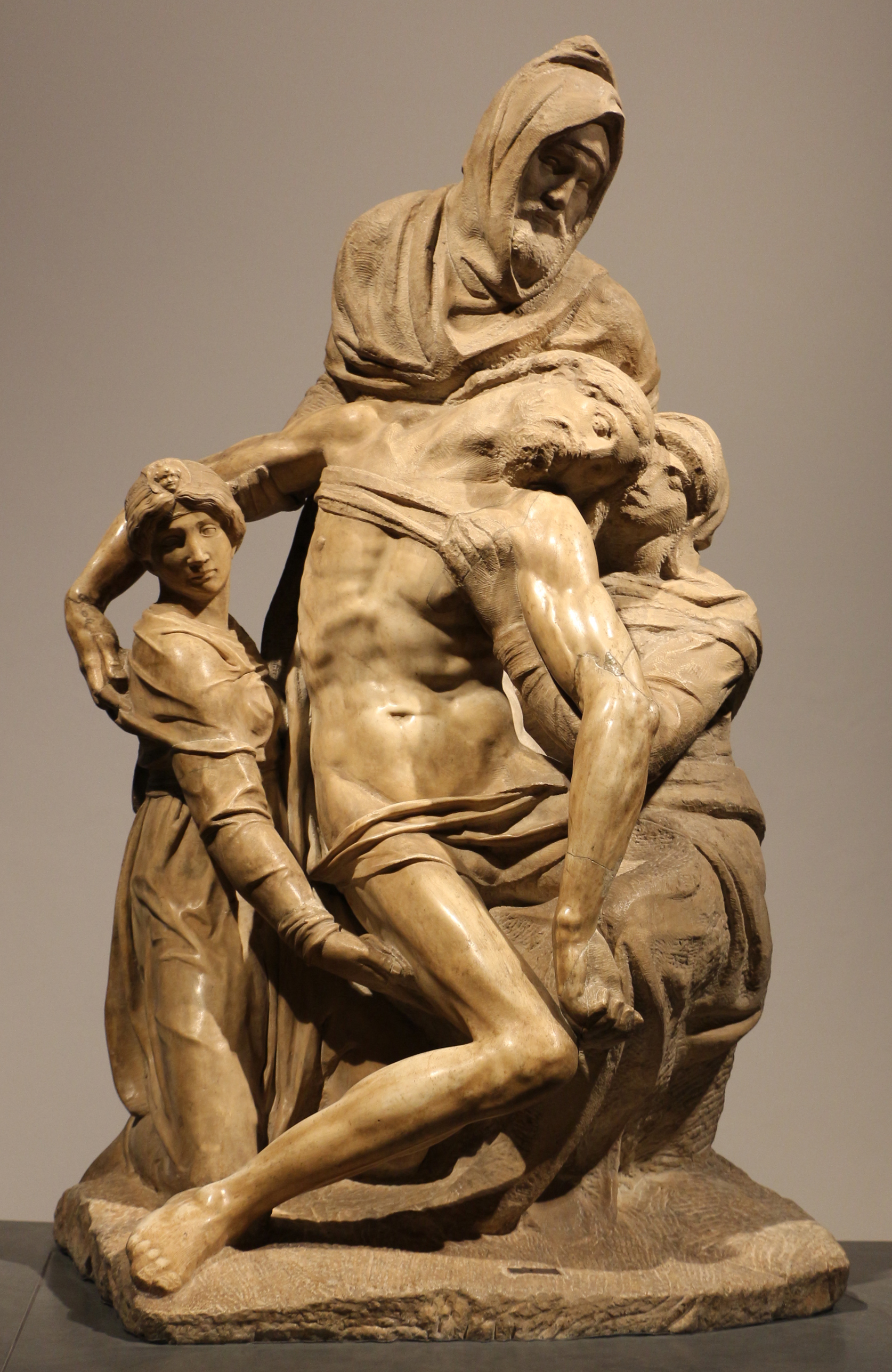
پیه تا باندینی (pietà bandini) تندیسی از میکل آنجلو(آنژ) است که با ارتفاع ۲۲۶ سانتی متر و تاریخ ساخت احتمالی بین ۱۵۴۷ تا ۱۵۵۵ در موزهٔ اپرای کاتدرال فلورانس (Museo dell'Opera del Duomo a Firenze) نگه داری می‌شود. از آخرین کارهای این هنرمند بوده و باور بر این است که در آن چهرهٔ نیکودمو (فردی که عقب تر از همه ایستاده‌است) یک خودنگاره از میکل آنجلو(آنژ) است.
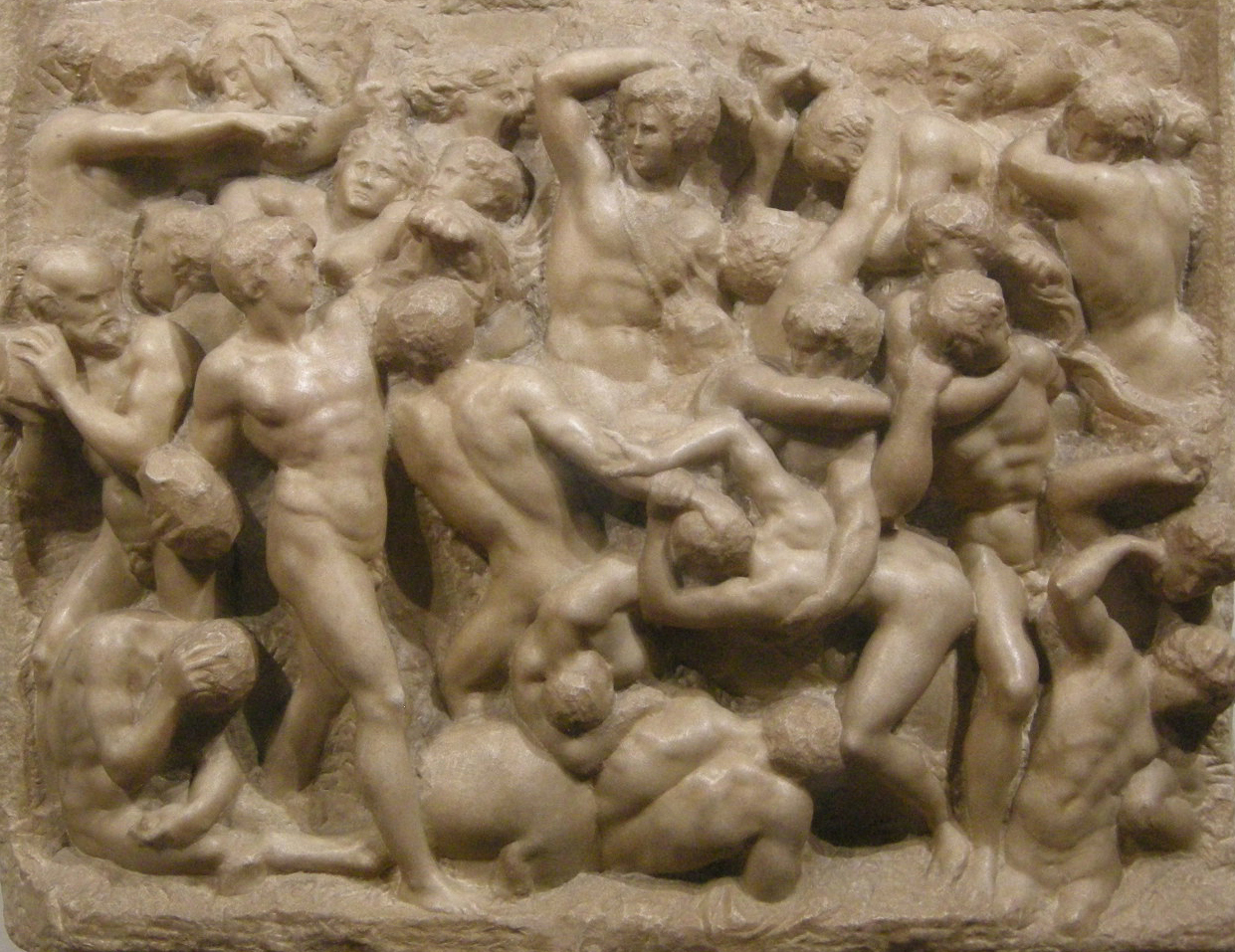
نبرد سانتورها (Battle of the Centaurs) آفریده شده در ۱۴۹۲
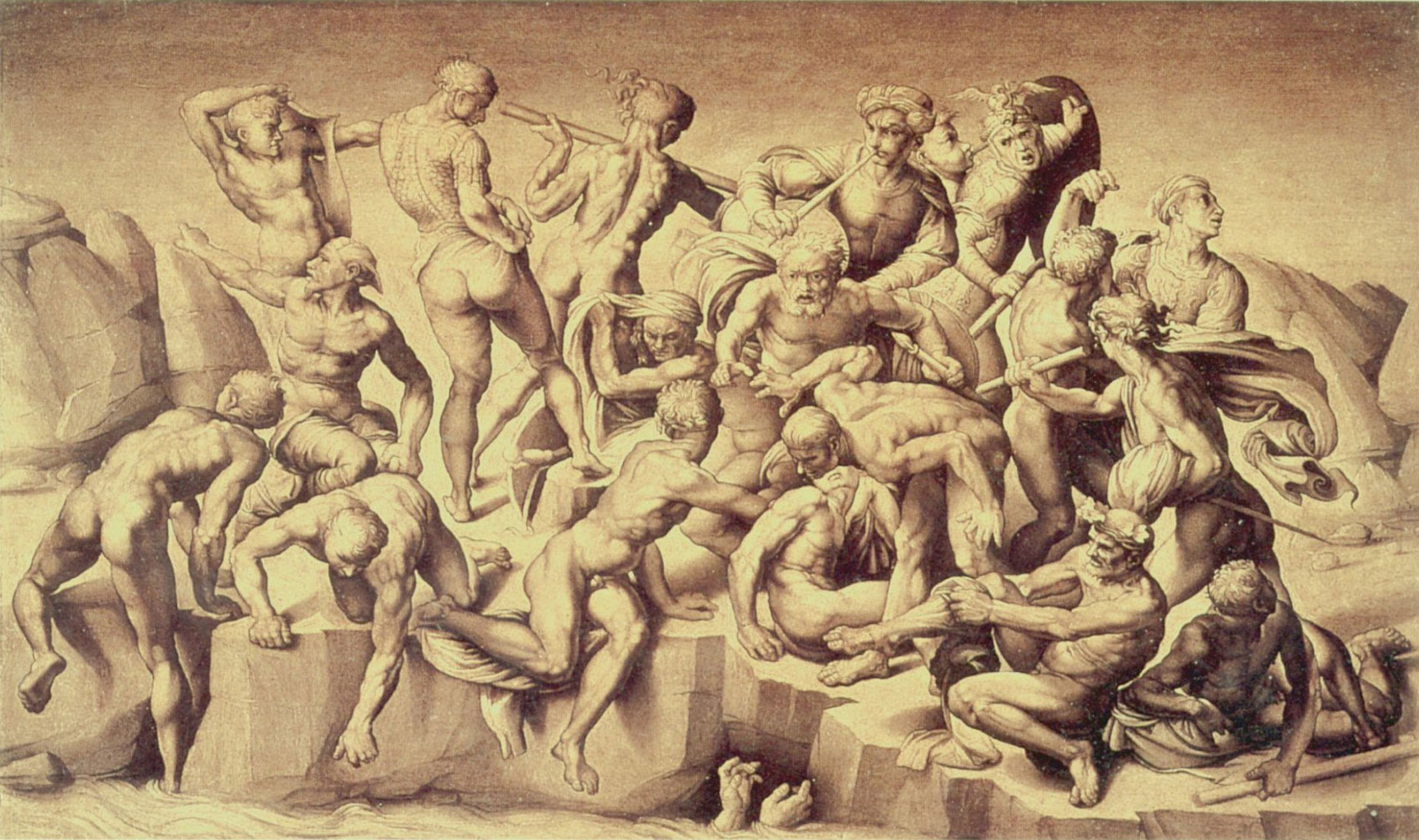
کپی از نبرد کاشینا (Battle of Cascina) توسط شاگردش باستیانو دا سانگالو
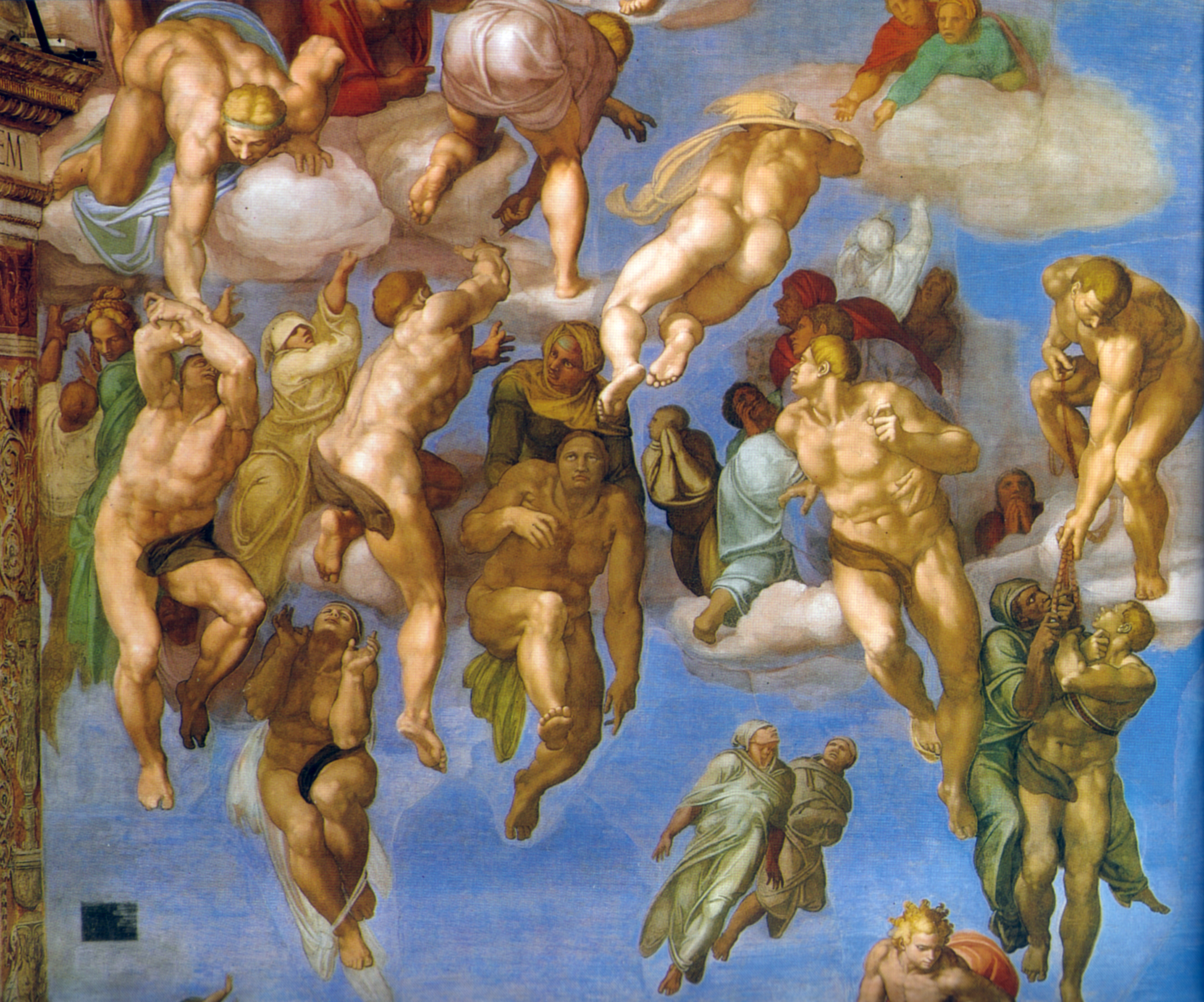
بخشی از فرسکوی واپسین داوری یا روز حساب. برای دیدن تمامی فرسکو بر لینک آبی رنگ کلیک شود.
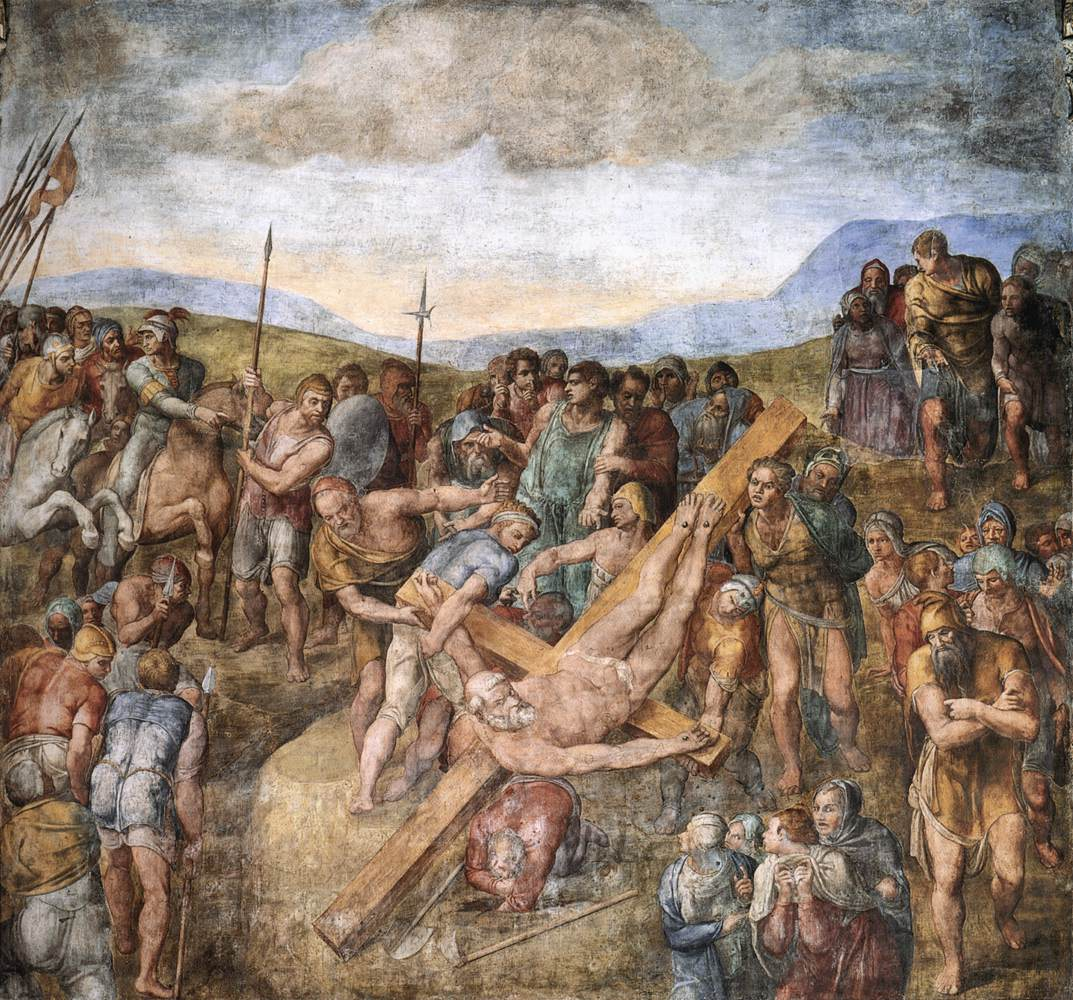
به چلیپا (صلیب) کشاندن قدیس پطرس (The Crucifixion of St. Peter) آفریده شده در حدود ۱۵۵۰_۱۵۴۶
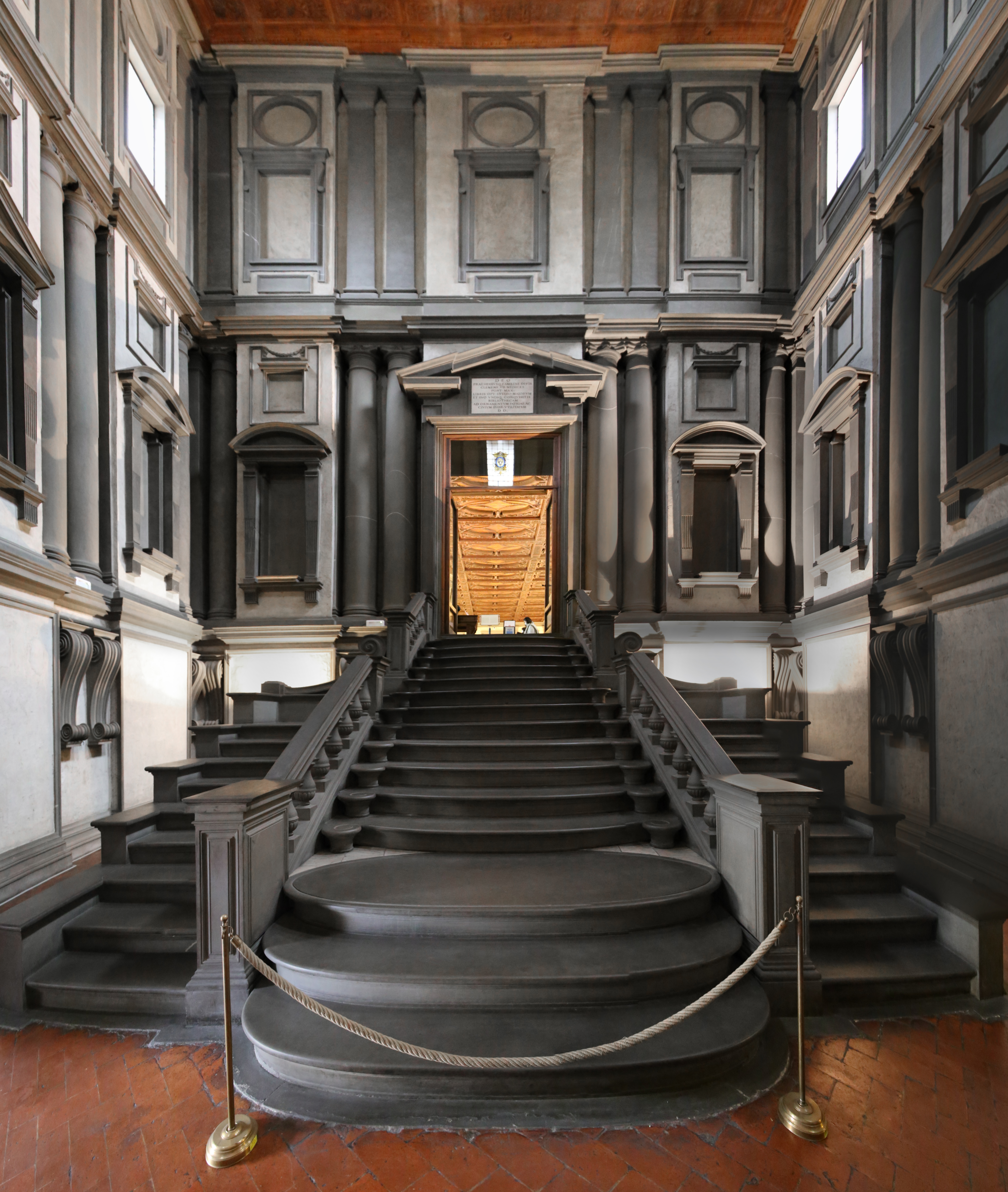
پلکان بزرگی که در سرسرای∗ کتابخانه لورنزی قرار دارد و توسط وی معماری شده‌است.
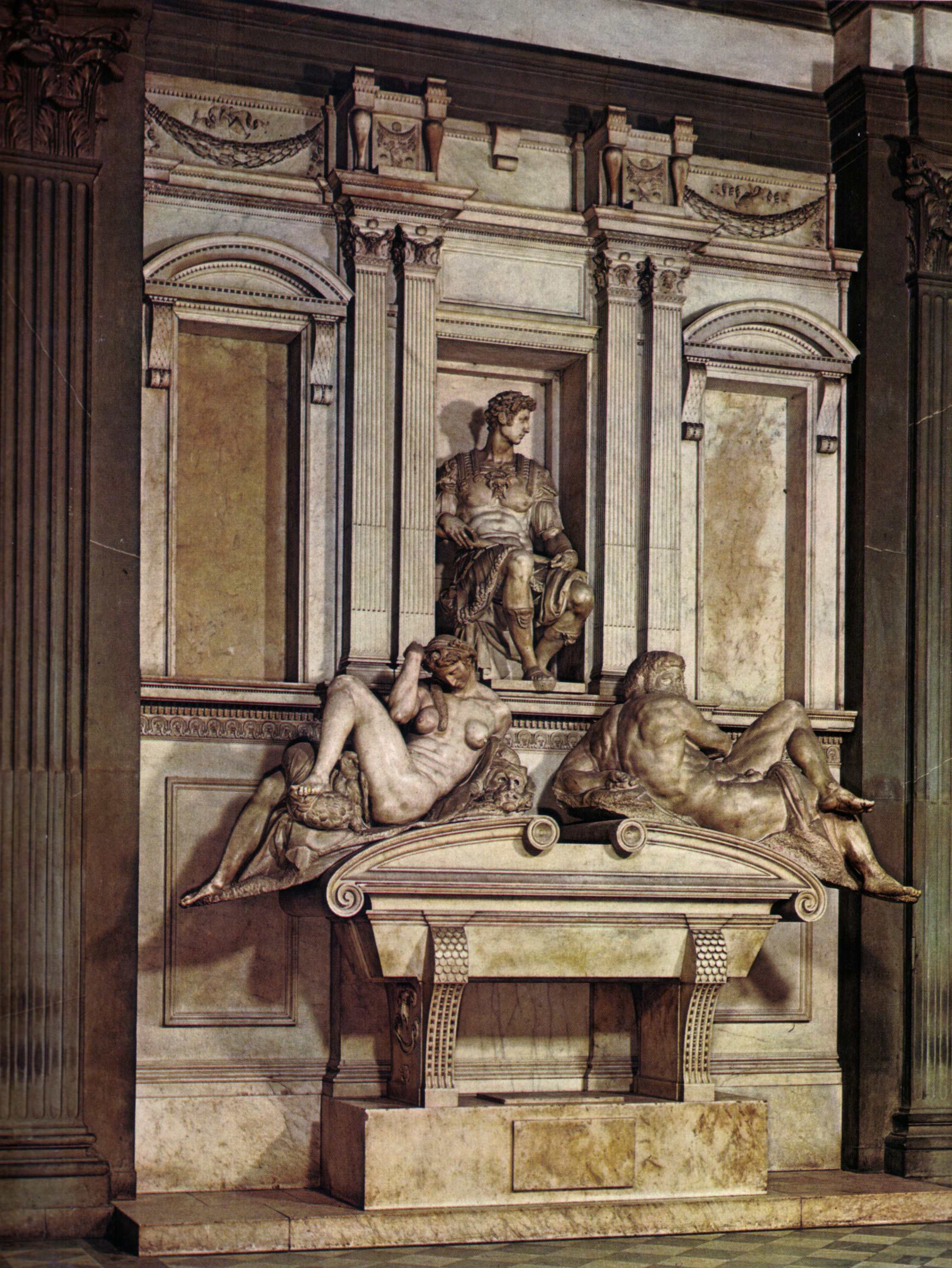
آرامگاه جولیانو، دوکِ نمورس∗ واقع در کلیسای سن لورنتزو.
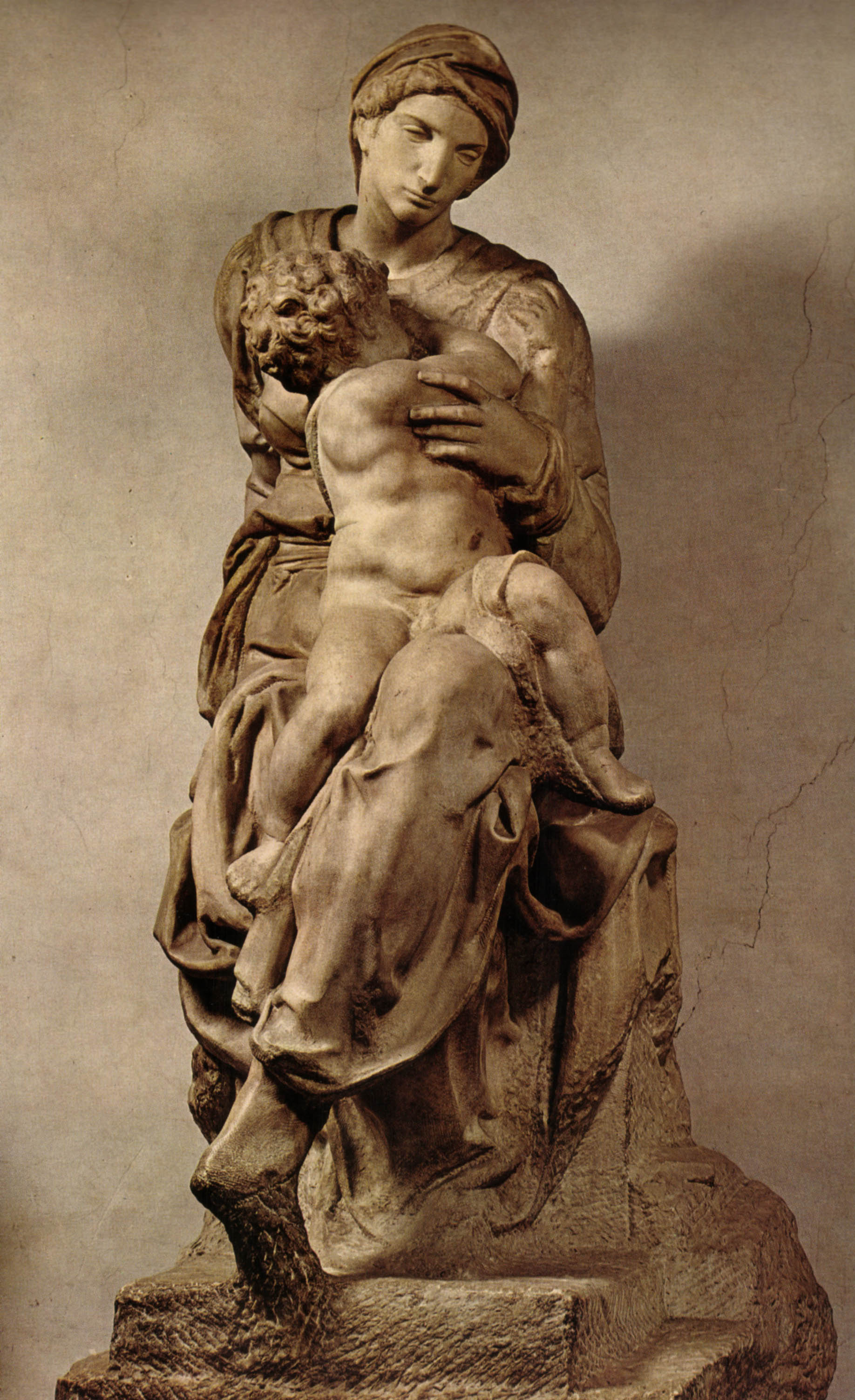
مریم مدیچی (Medici Madonna) تندیسی مرمرین به ارتفاع ۲۲۶ سانتی متر که احتمالاً بین ۱۵۲۱ تا ۱۵۳۴ توسط میکل آنجلو(آنژ) ساخته شده و در کلیسای سن لورنتزو واقع شده‌است.
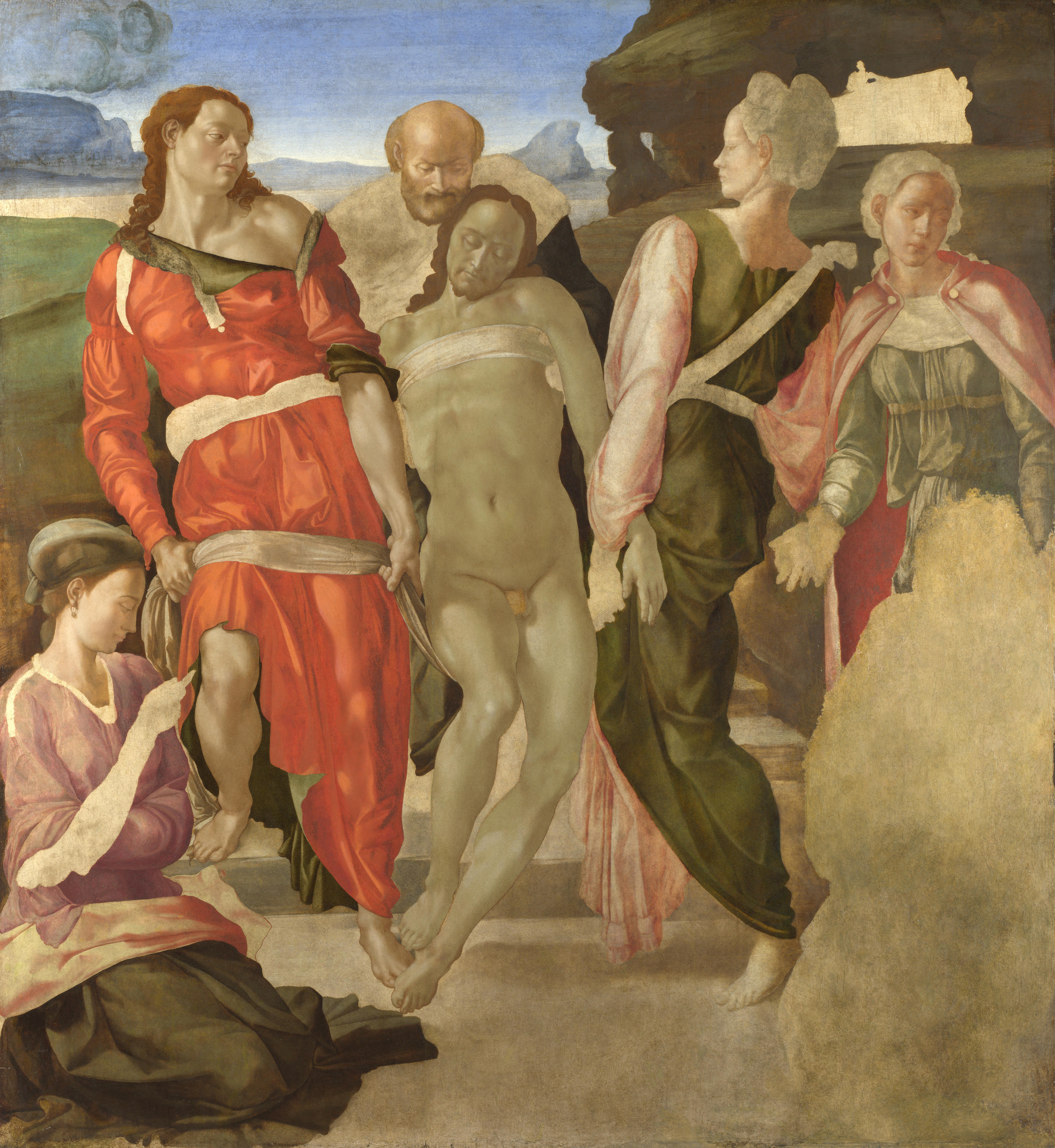
تدفین یک نقاشی رنگ روغن ناتمام از مراسم تدفین عیسی مسیح
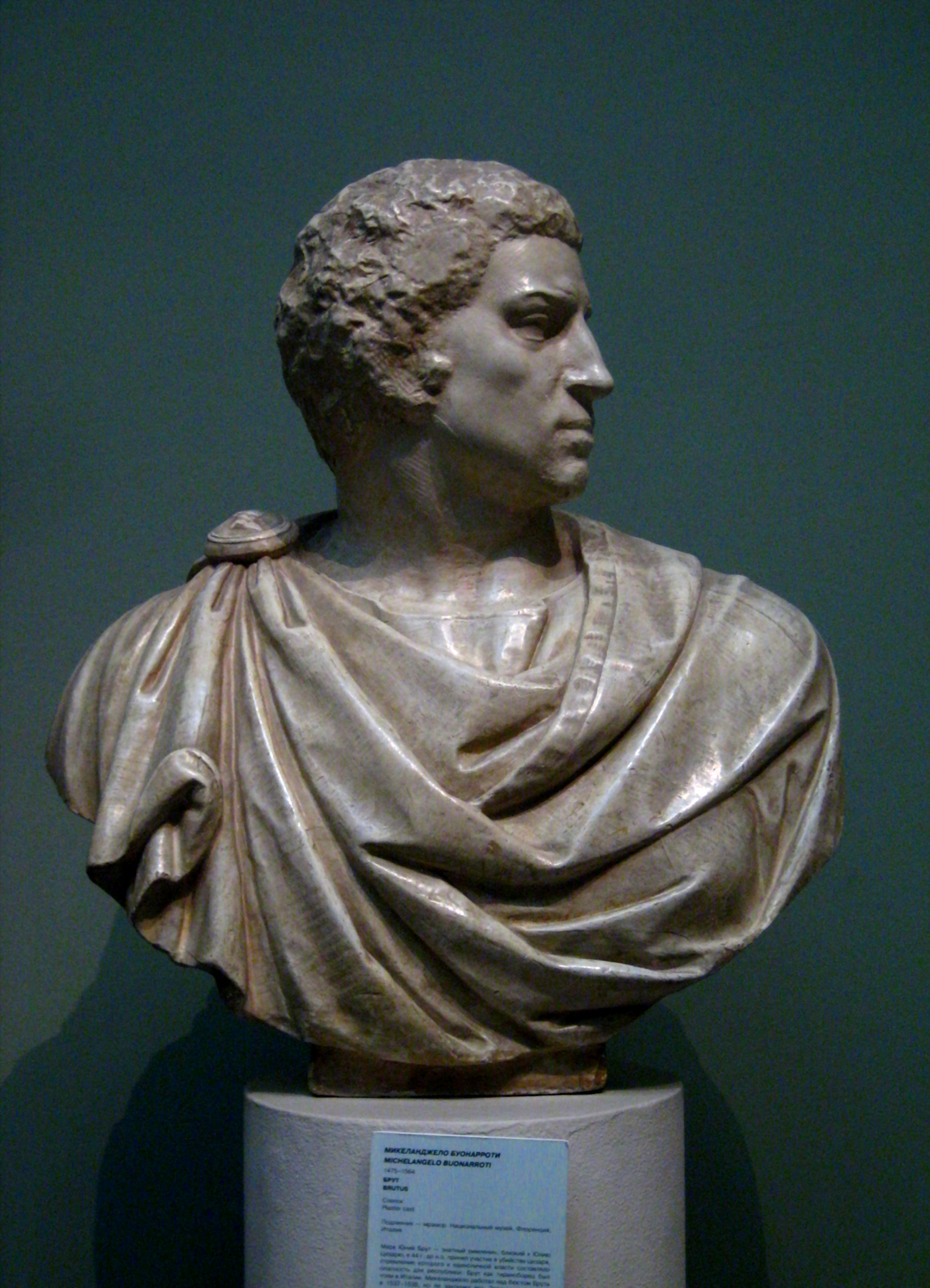
سردیس بروتوس، قاتل ژولیوس سزار∗